# Styracosaurus albertensis
Styracosaurus albertensis ("lagarto con púas de Alberta") es la única especie conocida del género extinto Styracosaurus. Vivió a finales del período Cretácico, hace aproximadamente 75 millones de años, durante el Campaniense, en lo que es hoy Norteamérica. Nombrado por Lawrence Lambe en 1913, Styracosaurus es un dinosaurio ceratópsido, miembro de la subfamilia Centrosaurinae. Una especie, la especie tipo, S. albertensis, actualmente es la única asignada a este género con seguridad. Una segunda especie, S. ovatus, nombrada en 1930 por Charles Gilmore, fue reasignada a un nuevo género, Rubeosaurus, por Andrew McDonald y Jack Horner en 2010, aunque recientemente se ha considerado nuevamente que puede ser una especie de Styracosaurus o incluso un espécimen de S. albertensis.
Eran relativamente grandes, tenían 5,5 metros de longitud, 1,8 de altura y pesaban 2,4 toneladas. Poseía patas robustas, un cuerpo voluminoso y cola corta. Tenía un pico y muelas cortantes dispuestas en baterías dentales continuas, lo que sugiere que el animal cortaba plantas. Su característica más notable es un escudo cefálico provisto de cuatro a seis púas parietales largas que se extendían desde el cuello, dos cuernos yugales bajo sus ojos y otro sobre su hocico. este llegaba alcanzar 60 centímetros de largo y 15 de ancho. La función o utilidad del escudo y los cuernos se han debatido durante muchos años. En el yacimiento de Arizona se descubrieron 100 individuos, lo que indica que, como otros ceratópsidos, vivían en manadas.

## Descripción
Los individuos adultos del género Styracosaurus midieron aproximadamente 5,5 metros de largo cuando y pesaban de las 2,7 toneladas. El cráneo era grande y masivo, con un gran morro, con un cuerno en el hocico grande y alto, y una excrecencia parietoescamosa, la gola nucal, coronada con al menos 4 largas espinas. Cada una de estas espinas del cuello es comparable con las del hocico, de entre 50 a 55 centímetros de largo. El cuerno nasal se estima en 57 centímetros en el espécimen holotipico, pero este cuerno solo esta parcialmente completo. Basándose en otros cuernos nasales de Styracosaurus y Centrosaurus, este cuerno pudo haber tenido a un punto redondeado aproximadamente mitad de esa longitud.

Comparación de tamaño entre el Styracosaurus y un humano.

Aparte del gran cuerno nasal y las cuatro largas púas con volantes, la ornamentación craneal era variable. Algunos individuos tenían pequeñas proyecciones en forma de gancho y protuberancias en el margen posterior del volante, similares, pero más pequeñas que las de Centrosaurus. Otros tenían pestañas menos prominentes. Algunos, como el individuo tipo, tenían un tercer par de púas con volantes largos. Otros tenían proyecciones mucho más pequeñas, y se encuentran pequeños puntos en los márgenes laterales de algunos pero no de todos los especímenes. Modestos cuernos en las cejas en forma de pirámide estaban presentes en los subadultos, pero fueron reemplazados por fosas en los adultos. Como la mayoría de los ceratópsidos, Styracosaurus tenía grandes fenestras, aberturas en el cráneo, en su volante. El frente de la boca tenía un pico desdentado.
El robusto cuerpo de Styracosaurus recuerda a los de los rinocerontes. Tenía hombros que pudieron haber sido útiles en combate intraspecificos. Styracosaurus tenía una cola relativamente corta. Cada dedo del pie tenía una forma y estructura similar al de los cascos de los ungulados modernos, forrado en queratina. Se han propuesto varias posiciones de los miembro para Styracosaurus y los ceratópsidos en general incluyendo las patas delanteras que fueron sostenidas por debajo el cuerpo o sostenidas alternativamente en una posición de extensión. El trabajo más reciente ha propuesto una posición agachada intermedia como muy probable. Los paleontólogos Gregory S. Paul y Per Christiansen  del Museo Zoológico de la Universidad de Copenhague en Dinamarca propusieron que los ceratopsianos grandes tales como Styracosaurus podían caminar más rápidamente que un elefante, basado en las posibles huellas de un ceratopsianos, el cual no exhibe muestras signos de esxteción de los miembros delanteros.

## Descubrimiento e investigación

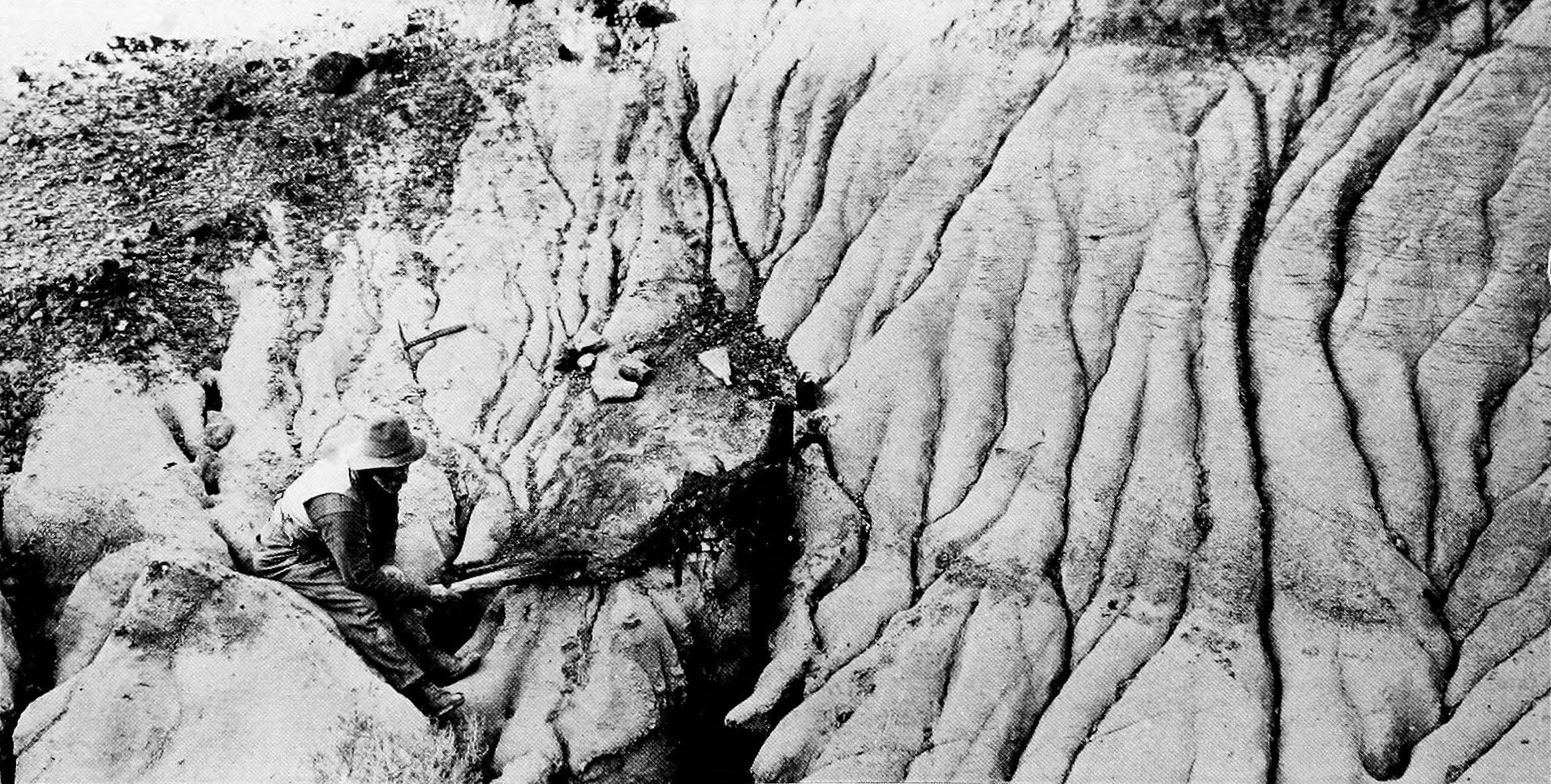
Excavación del espécimen holotipo

Los primeros restos  fósiles de Styracosaurus fueron recogidos de Alberta, Canadá por C.M. Sternberg, del área hoy conocida como Parque Provincial del Dinosaurio, en la formación geológica actualmente conocida como Formación Dinosaur Park y nombrado por Lawrence Lambe en 1913. El nombre genérico está formado por las palabras griegas στύραξ, styrax, —espina, púa— y σαῦρος, sauros, —lagarto—. El epíteto específico hace referencia al topónimo latinizado del estado canadiense donde se hallaron sus restos fósiles, Alberta. Entre las diferencias entre los especímenes citadas por Brown y Schlaikjer estaban un  yugal absolutamente diferente del de S. albertensis , y vértebras de la cola más pequeñas y además S. parksi también tenía una quijada más robusta, un dentario más corto, y la gola diferente en forma del de la especie tipo. Sin embargo, mucho del cráneo consistía en la reconstrucción de yeso, y el trabajo original de 1937 no ilustraba los huesos reales del cráneo Este es hoy aceptado como un espécimen de S. albertensis.
En el verano de 2006, Darren Tanke del Museo Tyrrell en Drumheller, Alberta reencontraron el sitio original perdido de S. parksi. Pedazos del cráneo, abandonados evidentemente por el equipo 1915, fueron encontrados en el yacimiento. Estos fueron recogidos y se espera que más pedazos seán encontrados, quizá los suficientes para autorizar una redescripción del cráneo y la prueba si S. albertensis y S. parksi son sinónimos. El Museo Tyrrell también ha recogido varios cráneos parciales de Styracosaurus. Al menos existe un yacimiento confirmado, yacimiento 42, en el Parque Provincial de los Dinosaurios El parque provincial del dinosaurio también se ha explorado, otros yacimientos propuestos para ' 'Styracosaurus' ' en el lugar tienen una mezcla de fósiles de animales, y restos non diagnósticos de ceratopsianos. El yacimiento 42 es conocido por contener partes de numerosos cráneos tales como núcleos de cuernos, quijadas y fragmentos de la gola nucal.
Muchas otras especies han sido adscritas primero a Styracosaurus, y posteriormente asignadas a otros géneros. S. sphenocerus, descrita por Edward Drinker Cope en 1890 como una especie de Monoclonius y basada en un hueso nasal, fue atribuido al cuerno recto de la nariz de un Styracosaurus, en 1915. "S. makeli", mencionada informalmente por los paleontólogos amateurs Stephen y Sylvia Czerkas en 1990 por una foto e ilustración, es un nombre temprano para Einiosaurus. "S. borealis" es el nombre informal para S. parksi.

### Styracosaurus ovatus

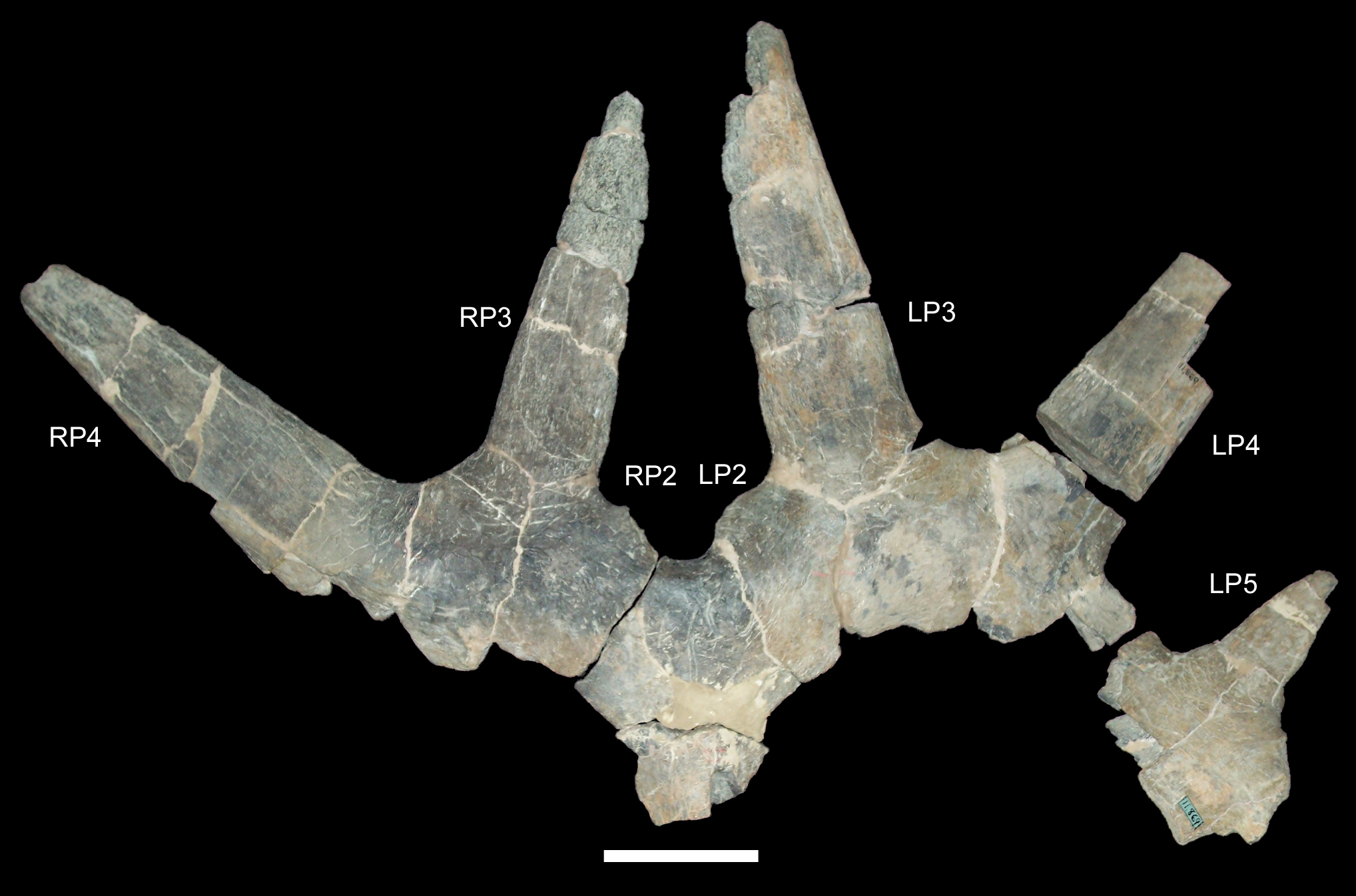
Volante holotipo de S. ovatus, que anteriormente estaba en el género Rubeosaurus.

La tercera especie, S. ovatus, de la  Formación Dos Medicinas de Montana, fue descrita por Gilmore en 1930. El material fósil es limitado, con lo mejor siendo una porción de hueso parietal de la gola, con solo una característica inusual es que los pares de espinas más cercanos a la línea media convergen hacia esta, más que alejarse de ella como en como en S. albertensis. También pudo solamente haber habido dos pares de espinas en cada lado de la gola nucal, en vez de tres. Las espinas son mucho más cortas que en S. albertensis , con solamente el 29,5 centímetros de largo Una reciente revisión hecha de los restos del cráneo de Styracosaurus hallados por Ryan, Holmes, y Russell sugiere que podría ser una especie distinta. Un espécimen adicional de la Formación Dos Medicinas fue referido a Styracosaurus ovatus en 2010 por Andrew McDonald y John Horner, habiendo sido encontrado a principios de 1986 pero no descrito hasta ese año. Conocido por un premaxilar, los huesos nasales y su núcleo córneo, un hueso postorbital y un parietal, se consideró que el espécimen del MOR 492 compartía las espigas parietales convergentes medialmente con el único otro espécimen de S. ovatus, el holotipo. Después de este material adicional, la especie se agregó a un análisis filogenético donde se encontró que no se agrupaba con Styracosaurus albertensis, sino en un clado que incluía a Pachyrhinosaurus , Einiosaurus y Achelousaurus, y por lo tanto McDonald y Horner le dieron a la especie el nuevo nombre de género Rubeosaurus. Otro espécimen, el cráneo parcialmente inmaduro USNM 14768, que anteriormente se refirió al género sin diagnóstico Brachyceratops, también se refirió a Rubeosaurus ovatus por McDonald y sus colegas en 2011. Si bien las puntas mediales de USNM 14768 estaban demasiado incompletas para mostrar si compartía la convergencia observada en otros especímenes de R. ovatus, se consideró que era la misma especie que también se encontró en los depósitos más antiguos de la Formación Dos Medicinas, y tenía una combinación única de rasgos parietales que solo comparte completamente con los otros especímenes de la especie.

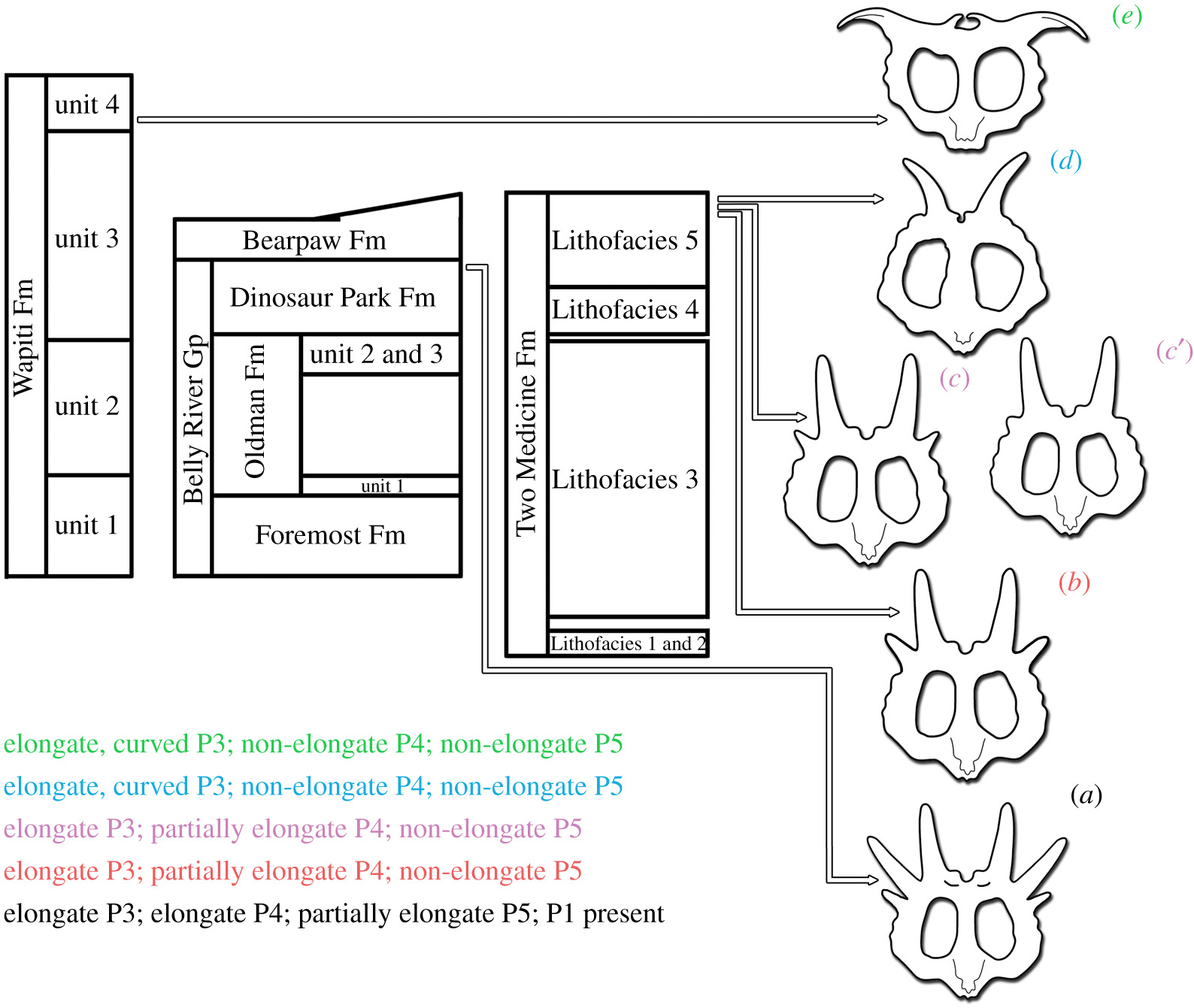
Posible anagénesis, con S. albertensis (abajo) evolucionando hacia Stellasaurus y centrosaurinos posteriores

Aunque originalmente McDonald y sus colegas encontraron que anidaba más cerca de Einiosaurus y centrosaurinos posteriores en 2010 y 2011, las revisiones de los análisis filogenéticos en 2013 por Scott Sampson y sus colegas, y más expansiones y modificaciones del mismo conjunto de datos, colocaron a Rubeosaurus ovatus como el taxón hermano de Styracosaurus albertensis, como se había considerado originalmente cuando se nombró a la especie por primera vez, aunque las dos especies no se trasladaron al mismo género como se nombró originalmente. Una revisión de la variabilidad dentro de los especímenes conocidos de Styracosaurus realizada por Robert Holmes y sus colegas en 2020 encontró que USNM 11869, el espécimen tipo de Rubeosaurus ovatus, cayó dentro de la variación observada en otros especímenes de los depósitos más antiguos de la Formación Dinosaur Park de la que se conoce S. albertensis. Si bien no se realizó un análisis filogenético, los resultados previos de análisis actualizados mostraron que Rubeosaurus ovatus y Styracosaurus albertensis no estaban relacionados lejanamente, por lo que la justificación para nombrar el género Rubeosaurus no estaba presente, y la variabilidad en los especímenes de Styracosaurus albertensis tampoco apoyó la distinción de Styracosaurus ovatus, con Holmes et al. considerando a este último un sinónimo menor del primero.  La conclusión de Holmes y sus colegas fue respaldada por un estudio posterior de 2020 escrito por Caleb Brown, Holmes y Philip J. Currie , quienes describieron un nuevo espécimen juvenil de Styracosaurus y determinaron que había varios especímenes que de otra manera son consistentes con S. albertensis, encontrado con picos de volantes en la línea media en ángulo hacia adentro, aunque no en el mismo grado que S. ovatus. Aunque consideraron que S. ovatus representaba un extremo de la variación de S. albertensis no solo en morfología sino también porque era estratigráficamente más joven, advirtieron que, al menos, el diagnóstico actual de S. ovatus era inadecuado.
Más tarde, en 2020, el supuesto espécimen MOR 492 fue redescrito por John Wilson y sus colegas, quienes reinterpretaron su anatomía de una manera que contrastaba con McDonald y Horner, quienes lo refirieron a Styracosaurus ovatus. Mientras Wilson et al. acordaron que la estrecha relación entre S. albertensis y S. ovatus significaba que el nombre del género Rubeosaurus debería abandonarse, advirtieron contra la sinonimia. MOR 492 se trasladó a su propio taxón, Stellasaurus ancellae, que anidaba junto a Einiosaurus, Achelousaurus y Pachyrhinosaurus, en un resultado similar al de McDonald y Horner cuando el espécimen se incluyó como parte del hipodigma de S. ovatus. Wilson y sus colegas también sugirieron que el nuevo taxón puede haber sido ancestral de las formas posteriores con las que se encontró relacionado, lo que sugiere que la evolución gradual a través de la anagénesis podría ser la razón de las morfologías intermedias de muchos especímenes y especies que se encuentran en la Formación Dos Medicinas, posiblemente incluyendo también S. ovatus. Como el holotipo de Styracosaurus ovatus se encontró en depósitos mucho más jóvenes que el resto de los especímenes de Styracosaurus y se consideró que tenía la morfología más extrema y aún se encontraba dentro de una variación plausible, como Holmes et al. había concluido, Wilson y sus colegas informaron que S. ovatus se mantuvo como una especie separada, probablemente directamente descendiente de S. albertensis, de Styracosaurus. El espécimen inmaduro USNM 14768, referido a S. ovatus por McDonald et al. en 2011, se consideró demasiado inmaduro para ser diagnóstico y, por lo tanto, S. ovatus se limitó a su holotipo USNM 11869.

## Clasificación
Styracosaurus es miembro de Centrosaurinae, una subfamilia  de grandes ceratopsianos norteamericanos caracterizados por su prominente cuerno nasal, pequeños cuernos en la frente, un escamoso en su corto volanete, una cara alta, profunda concerniente a los ceratopinos, y una proyección en la parte posterior de la ventana nasal Otros miembros de este clado incluyen a Centrosaurus de donde proviene el nombre, Pachyrhinosaurus, Avaceratops, Einiosaurus, Albertaceratops, Achelousaurus, Brachyceratops, y Monoclonius, aunque por lo menos dos de estos son dudosos. Debido a la variación entre las especie e incluso los especímenes individuales de centrosaurinos, ha habido mucha discusión sobre cual los géneros y las especies son válidos, particularmente si Centrosaurus y/o Monoclonius son géneros válidos, no diagnósticos, o posiblemente los miembros del sexo opuesto. En 1996, Peter Dodson encontrado bastante variación entre Centrosaurus , Styracosaurus , y Monoclonius para recomendar el uso géneros separados, y Styracosaurus  siendo más parecido a  Centrosaurus que este a  Monoclonius. Dodson también creyó una especie de Monoclonius , M. nasicornis , puede ser realmente una hembra de Styracosaurus. Estas aceveraciones han sido parcialmente aceptadas, con otros investigadores no aceptando a Monoclonius nasicornis como hembra de Styracosaurus, o Monoclonius como un género válido. Mientras que Dimorfismo sexual ha sido propuesto para el ceratopsiano temprano, Protoceratops, no hay evidencia firme de este en algún ceratópsido.

### Filogenia
|  | Diabloceratops eatoni    |
|  |                          |

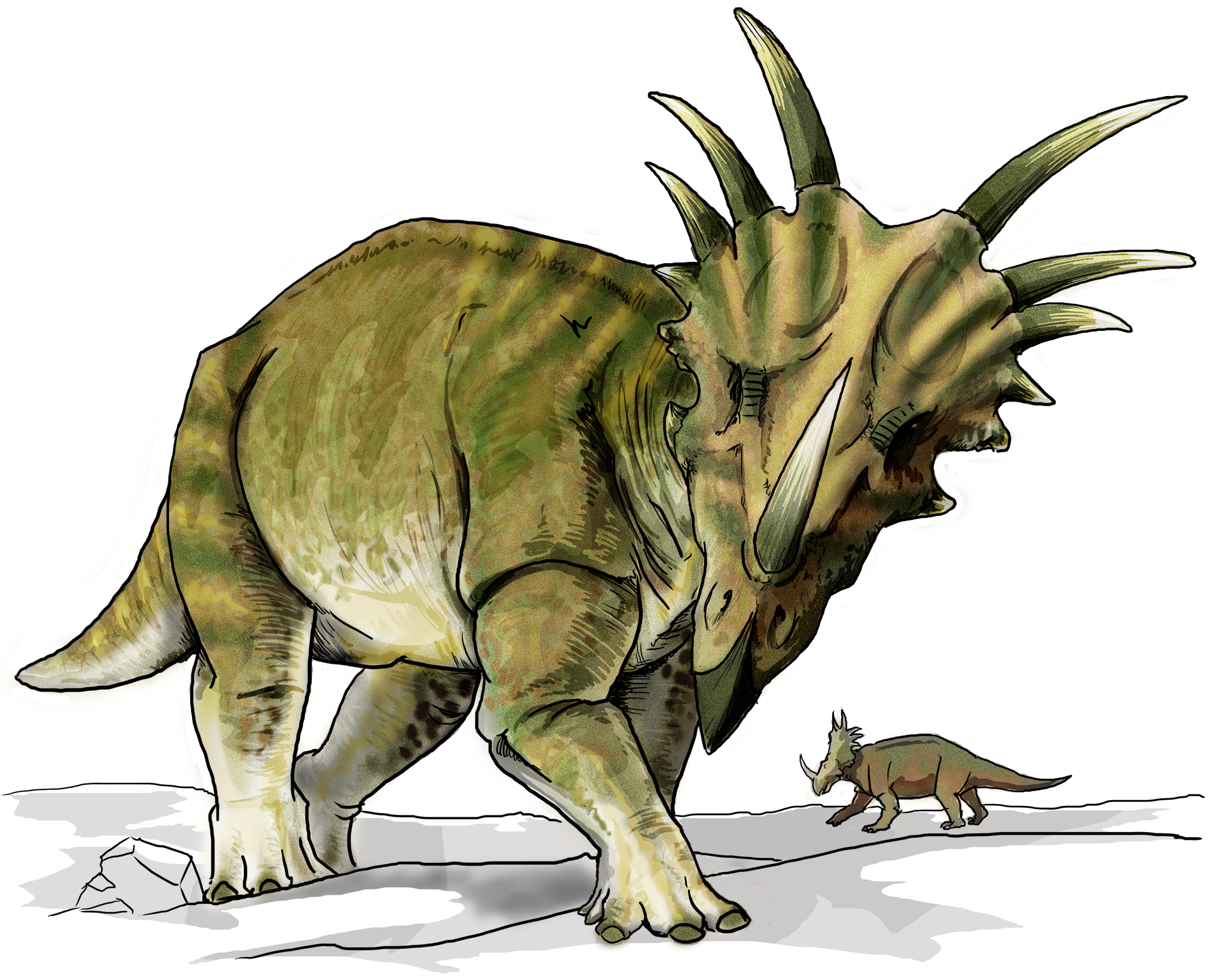
Recreación según estudios modernos.

|  | Machairoceratops cronusi |
|  |                          |

|  | Avaceratops lammersi (ANSP 15800) |
|  |                                   |
|  | MOR 692                           |
|  |                                   |
|  | CMN 8804                          |
|  |                                   |
|  | Nasutoceratops titusi             |
|  |                                   |
|  | Nuevo taxón de Malta              |
|  |                                   |

|  | Sinoceratops zhuchengensis |
|  |                            |
|  | Wendiceratops pinhornensis |
|  |                            |

|  | Rubeosaurus ovatus        |
|  |                           |
|  | Styracosaurus albertensis |
|  |                           |

|  | Coronosaurus brinkmani                                                         |
|  |                                                                                |
|  | \| \| Centrosaurus apertus \| \| \| \| \| \| Spinops sternbergorum \| \| \| \| |
|  |                                                                                |
|  | Centrosaurus apertus                                                           |
|  |                                                                                |
|  | Spinops sternbergorum                                                          |
|  |                                                                                |

|  | Centrosaurus apertus  |
|  |                       |
|  | Spinops sternbergorum |
|  |                       |

|  | Rubeosaurus ovatus        |
|  |                           |
|  | Styracosaurus albertensis |
|  |                           |

|  | Coronosaurus brinkmani                                                         |
|  |                                                                                |
|  | \| \| Centrosaurus apertus \| \| \| \| \| \| Spinops sternbergorum \| \| \| \| |
|  |                                                                                |
|  | Centrosaurus apertus                                                           |
|  |                                                                                |
|  | Spinops sternbergorum                                                          |
|  |                                                                                |

|  | Centrosaurus apertus  |
|  |                       |
|  | Spinops sternbergorum |
|  |                       |

|  | Pachyrhinosaurus canadensis                                                              |
|  |                                                                                          |
|  | \| \| Pachyrhinosaurus lakustai \| \| \| \| \| \| Pachyrhinosaurus perotorum \| \| \| \| |
|  |                                                                                          |
|  | Pachyrhinosaurus lakustai                                                                |
|  |                                                                                          |
|  | Pachyrhinosaurus perotorum                                                               |
|  |                                                                                          |

|  | Pachyrhinosaurus lakustai  |
|  |                            |
|  | Pachyrhinosaurus perotorum |
|  |                            |

|  | Pachyrhinosaurus canadensis                                                              |
|  |                                                                                          |
|  | \| \| Pachyrhinosaurus lakustai \| \| \| \| \| \| Pachyrhinosaurus perotorum \| \| \| \| |
|  |                                                                                          |
|  | Pachyrhinosaurus lakustai                                                                |
|  |                                                                                          |
|  | Pachyrhinosaurus perotorum                                                               |
|  |                                                                                          |

|  | Pachyrhinosaurus lakustai  |
|  |                            |
|  | Pachyrhinosaurus perotorum |
|  |                            |

|  | Pachyrhinosaurus canadensis                                                              |
|  |                                                                                          |
|  | \| \| Pachyrhinosaurus lakustai \| \| \| \| \| \| Pachyrhinosaurus perotorum \| \| \| \| |
|  |                                                                                          |
|  | Pachyrhinosaurus lakustai                                                                |
|  |                                                                                          |
|  | Pachyrhinosaurus perotorum                                                               |
|  |                                                                                          |

|  | Pachyrhinosaurus lakustai  |
|  |                            |
|  | Pachyrhinosaurus perotorum |
|  |                            |

|  | Pachyrhinosaurus canadensis                                                              |
|  |                                                                                          |
|  | \| \| Pachyrhinosaurus lakustai \| \| \| \| \| \| Pachyrhinosaurus perotorum \| \| \| \| |
|  |                                                                                          |
|  | Pachyrhinosaurus lakustai                                                                |
|  |                                                                                          |
|  | Pachyrhinosaurus perotorum                                                               |
|  |                                                                                          |

|  | Pachyrhinosaurus lakustai  |
|  |                            |
|  | Pachyrhinosaurus perotorum |
|  |                            |

|  | Rubeosaurus ovatus        |
|  |                           |
|  | Styracosaurus albertensis |
|  |                           |

|  | Coronosaurus brinkmani                                                         |
|  |                                                                                |
|  | \| \| Centrosaurus apertus \| \| \| \| \| \| Spinops sternbergorum \| \| \| \| |
|  |                                                                                |
|  | Centrosaurus apertus                                                           |
|  |                                                                                |
|  | Spinops sternbergorum                                                          |
|  |                                                                                |

|  | Centrosaurus apertus  |
|  |                       |
|  | Spinops sternbergorum |
|  |                       |

|  | Rubeosaurus ovatus        |
|  |                           |
|  | Styracosaurus albertensis |
|  |                           |

|  | Coronosaurus brinkmani                                                         |
|  |                                                                                |
|  | \| \| Centrosaurus apertus \| \| \| \| \| \| Spinops sternbergorum \| \| \| \| |
|  |                                                                                |
|  | Centrosaurus apertus                                                           |
|  |                                                                                |
|  | Spinops sternbergorum                                                          |
|  |                                                                                |

|  | Centrosaurus apertus  |
|  |                       |
|  | Spinops sternbergorum |
|  |                       |

|  | Pachyrhinosaurus canadensis                                                              |
|  |                                                                                          |
|  | \| \| Pachyrhinosaurus lakustai \| \| \| \| \| \| Pachyrhinosaurus perotorum \| \| \| \| |
|  |                                                                                          |
|  | Pachyrhinosaurus lakustai                                                                |
|  |                                                                                          |
|  | Pachyrhinosaurus perotorum                                                               |
|  |                                                                                          |

|  | Pachyrhinosaurus lakustai  |
|  |                            |
|  | Pachyrhinosaurus perotorum |
|  |                            |

|  | Pachyrhinosaurus canadensis                                                              |
|  |                                                                                          |
|  | \| \| Pachyrhinosaurus lakustai \| \| \| \| \| \| Pachyrhinosaurus perotorum \| \| \| \| |
|  |                                                                                          |
|  | Pachyrhinosaurus lakustai                                                                |
|  |                                                                                          |
|  | Pachyrhinosaurus perotorum                                                               |
|  |                                                                                          |

|  | Pachyrhinosaurus lakustai  |
|  |                            |
|  | Pachyrhinosaurus perotorum |
|  |                            |

|  | Pachyrhinosaurus canadensis                                                              |
|  |                                                                                          |
|  | \| \| Pachyrhinosaurus lakustai \| \| \| \| \| \| Pachyrhinosaurus perotorum \| \| \| \| |
|  |                                                                                          |
|  | Pachyrhinosaurus lakustai                                                                |
|  |                                                                                          |
|  | Pachyrhinosaurus perotorum                                                               |
|  |                                                                                          |

|  | Pachyrhinosaurus lakustai  |
|  |                            |
|  | Pachyrhinosaurus perotorum |
|  |                            |

|  | Pachyrhinosaurus canadensis                                                              |
|  |                                                                                          |
|  | \| \| Pachyrhinosaurus lakustai \| \| \| \| \| \| Pachyrhinosaurus perotorum \| \| \| \| |
|  |                                                                                          |
|  | Pachyrhinosaurus lakustai                                                                |
|  |                                                                                          |
|  | Pachyrhinosaurus perotorum                                                               |
|  |                                                                                          |

|  | Pachyrhinosaurus lakustai  |
|  |                            |
|  | Pachyrhinosaurus perotorum |
|  |                            |

|  | Sinoceratops zhuchengensis |
|  |                            |
|  | Wendiceratops pinhornensis |
|  |                            |

|  | Rubeosaurus ovatus        |
|  |                           |
|  | Styracosaurus albertensis |
|  |                           |

|  | Coronosaurus brinkmani                                                         |
|  |                                                                                |
|  | \| \| Centrosaurus apertus \| \| \| \| \| \| Spinops sternbergorum \| \| \| \| |
|  |                                                                                |
|  | Centrosaurus apertus                                                           |
|  |                                                                                |
|  | Spinops sternbergorum                                                          |
|  |                                                                                |

|  | Centrosaurus apertus  |
|  |                       |
|  | Spinops sternbergorum |
|  |                       |

|  | Rubeosaurus ovatus        |
|  |                           |
|  | Styracosaurus albertensis |
|  |                           |

|  | Coronosaurus brinkmani                                                         |
|  |                                                                                |
|  | \| \| Centrosaurus apertus \| \| \| \| \| \| Spinops sternbergorum \| \| \| \| |
|  |                                                                                |
|  | Centrosaurus apertus                                                           |
|  |                                                                                |
|  | Spinops sternbergorum                                                          |
|  |                                                                                |

|  | Centrosaurus apertus  |
|  |                       |
|  | Spinops sternbergorum |
|  |                       |

|  | Pachyrhinosaurus canadensis                                                              |
|  |                                                                                          |
|  | \| \| Pachyrhinosaurus lakustai \| \| \| \| \| \| Pachyrhinosaurus perotorum \| \| \| \| |
|  |                                                                                          |
|  | Pachyrhinosaurus lakustai                                                                |
|  |                                                                                          |
|  | Pachyrhinosaurus perotorum                                                               |
|  |                                                                                          |

|  | Pachyrhinosaurus lakustai  |
|  |                            |
|  | Pachyrhinosaurus perotorum |
|  |                            |

|  | Pachyrhinosaurus canadensis                                                              |
|  |                                                                                          |
|  | \| \| Pachyrhinosaurus lakustai \| \| \| \| \| \| Pachyrhinosaurus perotorum \| \| \| \| |
|  |                                                                                          |
|  | Pachyrhinosaurus lakustai                                                                |
|  |                                                                                          |
|  | Pachyrhinosaurus perotorum                                                               |
|  |                                                                                          |

|  | Pachyrhinosaurus lakustai  |
|  |                            |
|  | Pachyrhinosaurus perotorum |
|  |                            |

|  | Pachyrhinosaurus canadensis                                                              |
|  |                                                                                          |
|  | \| \| Pachyrhinosaurus lakustai \| \| \| \| \| \| Pachyrhinosaurus perotorum \| \| \| \| |
|  |                                                                                          |
|  | Pachyrhinosaurus lakustai                                                                |
|  |                                                                                          |
|  | Pachyrhinosaurus perotorum                                                               |
|  |                                                                                          |

|  | Pachyrhinosaurus lakustai  |
|  |                            |
|  | Pachyrhinosaurus perotorum |
|  |                            |

|  | Pachyrhinosaurus canadensis                                                              |
|  |                                                                                          |
|  | \| \| Pachyrhinosaurus lakustai \| \| \| \| \| \| Pachyrhinosaurus perotorum \| \| \| \| |
|  |                                                                                          |
|  | Pachyrhinosaurus lakustai                                                                |
|  |                                                                                          |
|  | Pachyrhinosaurus perotorum                                                               |
|  |                                                                                          |

|  | Pachyrhinosaurus lakustai  |
|  |                            |
|  | Pachyrhinosaurus perotorum |
|  |                            |

|  | Rubeosaurus ovatus        |
|  |                           |
|  | Styracosaurus albertensis |
|  |                           |

|  | Coronosaurus brinkmani                                                         |
|  |                                                                                |
|  | \| \| Centrosaurus apertus \| \| \| \| \| \| Spinops sternbergorum \| \| \| \| |
|  |                                                                                |
|  | Centrosaurus apertus                                                           |
|  |                                                                                |
|  | Spinops sternbergorum                                                          |
|  |                                                                                |

|  | Centrosaurus apertus  |
|  |                       |
|  | Spinops sternbergorum |
|  |                       |

|  | Rubeosaurus ovatus        |
|  |                           |
|  | Styracosaurus albertensis |
|  |                           |

|  | Coronosaurus brinkmani                                                         |
|  |                                                                                |
|  | \| \| Centrosaurus apertus \| \| \| \| \| \| Spinops sternbergorum \| \| \| \| |
|  |                                                                                |
|  | Centrosaurus apertus                                                           |
|  |                                                                                |
|  | Spinops sternbergorum                                                          |
|  |                                                                                |

|  | Centrosaurus apertus  |
|  |                       |
|  | Spinops sternbergorum |
|  |                       |

|  | Pachyrhinosaurus canadensis                                                              |
|  |                                                                                          |
|  | \| \| Pachyrhinosaurus lakustai \| \| \| \| \| \| Pachyrhinosaurus perotorum \| \| \| \| |
|  |                                                                                          |
|  | Pachyrhinosaurus lakustai                                                                |
|  |                                                                                          |
|  | Pachyrhinosaurus perotorum                                                               |
|  |                                                                                          |

|  | Pachyrhinosaurus lakustai  |
|  |                            |
|  | Pachyrhinosaurus perotorum |
|  |                            |

|  | Pachyrhinosaurus canadensis                                                              |
|  |                                                                                          |
|  | \| \| Pachyrhinosaurus lakustai \| \| \| \| \| \| Pachyrhinosaurus perotorum \| \| \| \| |
|  |                                                                                          |
|  | Pachyrhinosaurus lakustai                                                                |
|  |                                                                                          |
|  | Pachyrhinosaurus perotorum                                                               |
|  |                                                                                          |

|  | Pachyrhinosaurus lakustai  |
|  |                            |
|  | Pachyrhinosaurus perotorum |
|  |                            |

|  | Pachyrhinosaurus canadensis                                                              |
|  |                                                                                          |
|  | \| \| Pachyrhinosaurus lakustai \| \| \| \| \| \| Pachyrhinosaurus perotorum \| \| \| \| |
|  |                                                                                          |
|  | Pachyrhinosaurus lakustai                                                                |
|  |                                                                                          |
|  | Pachyrhinosaurus perotorum                                                               |
|  |                                                                                          |

|  | Pachyrhinosaurus lakustai  |
|  |                            |
|  | Pachyrhinosaurus perotorum |
|  |                            |

|  | Pachyrhinosaurus canadensis                                                              |
|  |                                                                                          |
|  | \| \| Pachyrhinosaurus lakustai \| \| \| \| \| \| Pachyrhinosaurus perotorum \| \| \| \| |
|  |                                                                                          |
|  | Pachyrhinosaurus lakustai                                                                |
|  |                                                                                          |
|  | Pachyrhinosaurus perotorum                                                               |
|  |                                                                                          |

|  | Pachyrhinosaurus lakustai  |
|  |                            |
|  | Pachyrhinosaurus perotorum |
|  |                            |

|  | Sinoceratops zhuchengensis |
|  |                            |
|  | Wendiceratops pinhornensis |
|  |                            |

|  | Rubeosaurus ovatus        |
|  |                           |
|  | Styracosaurus albertensis |
|  |                           |

|  | Coronosaurus brinkmani                                                         |
|  |                                                                                |
|  | \| \| Centrosaurus apertus \| \| \| \| \| \| Spinops sternbergorum \| \| \| \| |
|  |                                                                                |
|  | Centrosaurus apertus                                                           |
|  |                                                                                |
|  | Spinops sternbergorum                                                          |
|  |                                                                                |

|  | Centrosaurus apertus  |
|  |                       |
|  | Spinops sternbergorum |
|  |                       |

|  | Rubeosaurus ovatus        |
|  |                           |
|  | Styracosaurus albertensis |
|  |                           |

|  | Coronosaurus brinkmani                                                         |
|  |                                                                                |
|  | \| \| Centrosaurus apertus \| \| \| \| \| \| Spinops sternbergorum \| \| \| \| |
|  |                                                                                |
|  | Centrosaurus apertus                                                           |
|  |                                                                                |
|  | Spinops sternbergorum                                                          |
|  |                                                                                |

|  | Centrosaurus apertus  |
|  |                       |
|  | Spinops sternbergorum |
|  |                       |

|  | Pachyrhinosaurus canadensis                                                              |
|  |                                                                                          |
|  | \| \| Pachyrhinosaurus lakustai \| \| \| \| \| \| Pachyrhinosaurus perotorum \| \| \| \| |
|  |                                                                                          |
|  | Pachyrhinosaurus lakustai                                                                |
|  |                                                                                          |
|  | Pachyrhinosaurus perotorum                                                               |
|  |                                                                                          |

|  | Pachyrhinosaurus lakustai  |
|  |                            |
|  | Pachyrhinosaurus perotorum |
|  |                            |

|  | Pachyrhinosaurus canadensis                                                              |
|  |                                                                                          |
|  | \| \| Pachyrhinosaurus lakustai \| \| \| \| \| \| Pachyrhinosaurus perotorum \| \| \| \| |
|  |                                                                                          |
|  | Pachyrhinosaurus lakustai                                                                |
|  |                                                                                          |
|  | Pachyrhinosaurus perotorum                                                               |
|  |                                                                                          |

|  | Pachyrhinosaurus lakustai  |
|  |                            |
|  | Pachyrhinosaurus perotorum |
|  |                            |

|  | Pachyrhinosaurus canadensis                                                              |
|  |                                                                                          |
|  | \| \| Pachyrhinosaurus lakustai \| \| \| \| \| \| Pachyrhinosaurus perotorum \| \| \| \| |
|  |                                                                                          |
|  | Pachyrhinosaurus lakustai                                                                |
|  |                                                                                          |
|  | Pachyrhinosaurus perotorum                                                               |
|  |                                                                                          |

|  | Pachyrhinosaurus lakustai  |
|  |                            |
|  | Pachyrhinosaurus perotorum |
|  |                            |

|  | Pachyrhinosaurus canadensis                                                              |
|  |                                                                                          |
|  | \| \| Pachyrhinosaurus lakustai \| \| \| \| \| \| Pachyrhinosaurus perotorum \| \| \| \| |
|  |                                                                                          |
|  | Pachyrhinosaurus lakustai                                                                |
|  |                                                                                          |
|  | Pachyrhinosaurus perotorum                                                               |
|  |                                                                                          |

|  | Pachyrhinosaurus lakustai  |
|  |                            |
|  | Pachyrhinosaurus perotorum |
|  |                            |

|  | Rubeosaurus ovatus        |
|  |                           |
|  | Styracosaurus albertensis |
|  |                           |

|  | Coronosaurus brinkmani                                                         |
|  |                                                                                |
|  | \| \| Centrosaurus apertus \| \| \| \| \| \| Spinops sternbergorum \| \| \| \| |
|  |                                                                                |
|  | Centrosaurus apertus                                                           |
|  |                                                                                |
|  | Spinops sternbergorum                                                          |
|  |                                                                                |

|  | Centrosaurus apertus  |
|  |                       |
|  | Spinops sternbergorum |
|  |                       |

|  | Rubeosaurus ovatus        |
|  |                           |
|  | Styracosaurus albertensis |
|  |                           |

|  | Coronosaurus brinkmani                                                         |
|  |                                                                                |
|  | \| \| Centrosaurus apertus \| \| \| \| \| \| Spinops sternbergorum \| \| \| \| |
|  |                                                                                |
|  | Centrosaurus apertus                                                           |
|  |                                                                                |
|  | Spinops sternbergorum                                                          |
|  |                                                                                |

|  | Centrosaurus apertus  |
|  |                       |
|  | Spinops sternbergorum |
|  |                       |

|  | Pachyrhinosaurus canadensis                                                              |
|  |                                                                                          |
|  | \| \| Pachyrhinosaurus lakustai \| \| \| \| \| \| Pachyrhinosaurus perotorum \| \| \| \| |
|  |                                                                                          |
|  | Pachyrhinosaurus lakustai                                                                |
|  |                                                                                          |
|  | Pachyrhinosaurus perotorum                                                               |
|  |                                                                                          |

|  | Pachyrhinosaurus lakustai  |
|  |                            |
|  | Pachyrhinosaurus perotorum |
|  |                            |

|  | Pachyrhinosaurus canadensis                                                              |
|  |                                                                                          |
|  | \| \| Pachyrhinosaurus lakustai \| \| \| \| \| \| Pachyrhinosaurus perotorum \| \| \| \| |
|  |                                                                                          |
|  | Pachyrhinosaurus lakustai                                                                |
|  |                                                                                          |
|  | Pachyrhinosaurus perotorum                                                               |
|  |                                                                                          |

|  | Pachyrhinosaurus lakustai  |
|  |                            |
|  | Pachyrhinosaurus perotorum |
|  |                            |

|  | Pachyrhinosaurus canadensis                                                              |
|  |                                                                                          |
|  | \| \| Pachyrhinosaurus lakustai \| \| \| \| \| \| Pachyrhinosaurus perotorum \| \| \| \| |
|  |                                                                                          |
|  | Pachyrhinosaurus lakustai                                                                |
|  |                                                                                          |
|  | Pachyrhinosaurus perotorum                                                               |
|  |                                                                                          |

|  | Pachyrhinosaurus lakustai  |
|  |                            |
|  | Pachyrhinosaurus perotorum |
|  |                            |

|  | Pachyrhinosaurus canadensis                                                              |
|  |                                                                                          |
|  | \| \| Pachyrhinosaurus lakustai \| \| \| \| \| \| Pachyrhinosaurus perotorum \| \| \| \| |
|  |                                                                                          |
|  | Pachyrhinosaurus lakustai                                                                |
|  |                                                                                          |
|  | Pachyrhinosaurus perotorum                                                               |
|  |                                                                                          |

|  | Pachyrhinosaurus lakustai  |
|  |                            |
|  | Pachyrhinosaurus perotorum |
|  |                            |

|  | Sinoceratops zhuchengensis |
|  |                            |
|  | Wendiceratops pinhornensis |
|  |                            |

|  | Rubeosaurus ovatus        |
|  |                           |
|  | Styracosaurus albertensis |
|  |                           |

|  | Coronosaurus brinkmani                                                         |
|  |                                                                                |
|  | \| \| Centrosaurus apertus \| \| \| \| \| \| Spinops sternbergorum \| \| \| \| |
|  |                                                                                |
|  | Centrosaurus apertus                                                           |
|  |                                                                                |
|  | Spinops sternbergorum                                                          |
|  |                                                                                |

|  | Centrosaurus apertus  |
|  |                       |
|  | Spinops sternbergorum |
|  |                       |

|  | Rubeosaurus ovatus        |
|  |                           |
|  | Styracosaurus albertensis |
|  |                           |

|  | Coronosaurus brinkmani                                                         |
|  |                                                                                |
|  | \| \| Centrosaurus apertus \| \| \| \| \| \| Spinops sternbergorum \| \| \| \| |
|  |                                                                                |
|  | Centrosaurus apertus                                                           |
|  |                                                                                |
|  | Spinops sternbergorum                                                          |
|  |                                                                                |

|  | Centrosaurus apertus  |
|  |                       |
|  | Spinops sternbergorum |
|  |                       |

|  | Pachyrhinosaurus canadensis                                                              |
|  |                                                                                          |
|  | \| \| Pachyrhinosaurus lakustai \| \| \| \| \| \| Pachyrhinosaurus perotorum \| \| \| \| |
|  |                                                                                          |
|  | Pachyrhinosaurus lakustai                                                                |
|  |                                                                                          |
|  | Pachyrhinosaurus perotorum                                                               |
|  |                                                                                          |

|  | Pachyrhinosaurus lakustai  |
|  |                            |
|  | Pachyrhinosaurus perotorum |
|  |                            |

|  | Pachyrhinosaurus canadensis                                                              |
|  |                                                                                          |
|  | \| \| Pachyrhinosaurus lakustai \| \| \| \| \| \| Pachyrhinosaurus perotorum \| \| \| \| |
|  |                                                                                          |
|  | Pachyrhinosaurus lakustai                                                                |
|  |                                                                                          |
|  | Pachyrhinosaurus perotorum                                                               |
|  |                                                                                          |

|  | Pachyrhinosaurus lakustai  |
|  |                            |
|  | Pachyrhinosaurus perotorum |
|  |                            |

|  | Pachyrhinosaurus canadensis                                                              |
|  |                                                                                          |
|  | \| \| Pachyrhinosaurus lakustai \| \| \| \| \| \| Pachyrhinosaurus perotorum \| \| \| \| |
|  |                                                                                          |
|  | Pachyrhinosaurus lakustai                                                                |
|  |                                                                                          |
|  | Pachyrhinosaurus perotorum                                                               |
|  |                                                                                          |

|  | Pachyrhinosaurus lakustai  |
|  |                            |
|  | Pachyrhinosaurus perotorum |
|  |                            |

|  | Pachyrhinosaurus canadensis                                                              |
|  |                                                                                          |
|  | \| \| Pachyrhinosaurus lakustai \| \| \| \| \| \| Pachyrhinosaurus perotorum \| \| \| \| |
|  |                                                                                          |
|  | Pachyrhinosaurus lakustai                                                                |
|  |                                                                                          |
|  | Pachyrhinosaurus perotorum                                                               |
|  |                                                                                          |

|  | Pachyrhinosaurus lakustai  |
|  |                            |
|  | Pachyrhinosaurus perotorum |
|  |                            |

|  | Rubeosaurus ovatus        |
|  |                           |
|  | Styracosaurus albertensis |
|  |                           |

|  | Coronosaurus brinkmani                                                         |
|  |                                                                                |
|  | \| \| Centrosaurus apertus \| \| \| \| \| \| Spinops sternbergorum \| \| \| \| |
|  |                                                                                |
|  | Centrosaurus apertus                                                           |
|  |                                                                                |
|  | Spinops sternbergorum                                                          |
|  |                                                                                |

|  | Centrosaurus apertus  |
|  |                       |
|  | Spinops sternbergorum |
|  |                       |

|  | Rubeosaurus ovatus        |
|  |                           |
|  | Styracosaurus albertensis |
|  |                           |

|  | Coronosaurus brinkmani                                                         |
|  |                                                                                |
|  | \| \| Centrosaurus apertus \| \| \| \| \| \| Spinops sternbergorum \| \| \| \| |
|  |                                                                                |
|  | Centrosaurus apertus                                                           |
|  |                                                                                |
|  | Spinops sternbergorum                                                          |
|  |                                                                                |

|  | Centrosaurus apertus  |
|  |                       |
|  | Spinops sternbergorum |
|  |                       |

|  | Pachyrhinosaurus canadensis                                                              |
|  |                                                                                          |
|  | \| \| Pachyrhinosaurus lakustai \| \| \| \| \| \| Pachyrhinosaurus perotorum \| \| \| \| |
|  |                                                                                          |
|  | Pachyrhinosaurus lakustai                                                                |
|  |                                                                                          |
|  | Pachyrhinosaurus perotorum                                                               |
|  |                                                                                          |

|  | Pachyrhinosaurus lakustai  |
|  |                            |
|  | Pachyrhinosaurus perotorum |
|  |                            |

|  | Pachyrhinosaurus canadensis                                                              |
|  |                                                                                          |
|  | \| \| Pachyrhinosaurus lakustai \| \| \| \| \| \| Pachyrhinosaurus perotorum \| \| \| \| |
|  |                                                                                          |
|  | Pachyrhinosaurus lakustai                                                                |
|  |                                                                                          |
|  | Pachyrhinosaurus perotorum                                                               |
|  |                                                                                          |

|  | Pachyrhinosaurus lakustai  |
|  |                            |
|  | Pachyrhinosaurus perotorum |
|  |                            |

|  | Pachyrhinosaurus canadensis                                                              |
|  |                                                                                          |
|  | \| \| Pachyrhinosaurus lakustai \| \| \| \| \| \| Pachyrhinosaurus perotorum \| \| \| \| |
|  |                                                                                          |
|  | Pachyrhinosaurus lakustai                                                                |
|  |                                                                                          |
|  | Pachyrhinosaurus perotorum                                                               |
|  |                                                                                          |

|  | Pachyrhinosaurus lakustai  |
|  |                            |
|  | Pachyrhinosaurus perotorum |
|  |                            |

|  | Pachyrhinosaurus canadensis                                                              |
|  |                                                                                          |
|  | \| \| Pachyrhinosaurus lakustai \| \| \| \| \| \| Pachyrhinosaurus perotorum \| \| \| \| |
|  |                                                                                          |
|  | Pachyrhinosaurus lakustai                                                                |
|  |                                                                                          |
|  | Pachyrhinosaurus perotorum                                                               |
|  |                                                                                          |

|  | Pachyrhinosaurus lakustai  |
|  |                            |
|  | Pachyrhinosaurus perotorum |
|  |                            |

|  | Avaceratops lammersi (ANSP 15800) |
|  |                                   |
|  | MOR 692                           |
|  |                                   |
|  | CMN 8804                          |
|  |                                   |
|  | Nasutoceratops titusi             |
|  |                                   |
|  | Nuevo taxón de Malta              |
|  |                                   |

|  | Sinoceratops zhuchengensis |
|  |                            |
|  | Wendiceratops pinhornensis |
|  |                            |

|  | Rubeosaurus ovatus        |
|  |                           |
|  | Styracosaurus albertensis |
|  |                           |

|  | Coronosaurus brinkmani                                                         |
|  |                                                                                |
|  | \| \| Centrosaurus apertus \| \| \| \| \| \| Spinops sternbergorum \| \| \| \| |
|  |                                                                                |
|  | Centrosaurus apertus                                                           |
|  |                                                                                |
|  | Spinops sternbergorum                                                          |
|  |                                                                                |

|  | Centrosaurus apertus  |
|  |                       |
|  | Spinops sternbergorum |
|  |                       |

|  | Rubeosaurus ovatus        |
|  |                           |
|  | Styracosaurus albertensis |
|  |                           |

|  | Coronosaurus brinkmani                                                         |
|  |                                                                                |
|  | \| \| Centrosaurus apertus \| \| \| \| \| \| Spinops sternbergorum \| \| \| \| |
|  |                                                                                |
|  | Centrosaurus apertus                                                           |
|  |                                                                                |
|  | Spinops sternbergorum                                                          |
|  |                                                                                |

|  | Centrosaurus apertus  |
|  |                       |
|  | Spinops sternbergorum |
|  |                       |

|  | Pachyrhinosaurus canadensis                                                              |
|  |                                                                                          |
|  | \| \| Pachyrhinosaurus lakustai \| \| \| \| \| \| Pachyrhinosaurus perotorum \| \| \| \| |
|  |                                                                                          |
|  | Pachyrhinosaurus lakustai                                                                |
|  |                                                                                          |
|  | Pachyrhinosaurus perotorum                                                               |
|  |                                                                                          |

|  | Pachyrhinosaurus lakustai  |
|  |                            |
|  | Pachyrhinosaurus perotorum |
|  |                            |

|  | Pachyrhinosaurus canadensis                                                              |
|  |                                                                                          |
|  | \| \| Pachyrhinosaurus lakustai \| \| \| \| \| \| Pachyrhinosaurus perotorum \| \| \| \| |
|  |                                                                                          |
|  | Pachyrhinosaurus lakustai                                                                |
|  |                                                                                          |
|  | Pachyrhinosaurus perotorum                                                               |
|  |                                                                                          |

|  | Pachyrhinosaurus lakustai  |
|  |                            |
|  | Pachyrhinosaurus perotorum |
|  |                            |

|  | Pachyrhinosaurus canadensis                                                              |
|  |                                                                                          |
|  | \| \| Pachyrhinosaurus lakustai \| \| \| \| \| \| Pachyrhinosaurus perotorum \| \| \| \| |
|  |                                                                                          |
|  | Pachyrhinosaurus lakustai                                                                |
|  |                                                                                          |
|  | Pachyrhinosaurus perotorum                                                               |
|  |                                                                                          |

|  | Pachyrhinosaurus lakustai  |
|  |                            |
|  | Pachyrhinosaurus perotorum |
|  |                            |

|  | Pachyrhinosaurus canadensis                                                              |
|  |                                                                                          |
|  | \| \| Pachyrhinosaurus lakustai \| \| \| \| \| \| Pachyrhinosaurus perotorum \| \| \| \| |
|  |                                                                                          |
|  | Pachyrhinosaurus lakustai                                                                |
|  |                                                                                          |
|  | Pachyrhinosaurus perotorum                                                               |
|  |                                                                                          |

|  | Pachyrhinosaurus lakustai  |
|  |                            |
|  | Pachyrhinosaurus perotorum |
|  |                            |

|  | Rubeosaurus ovatus        |
|  |                           |
|  | Styracosaurus albertensis |
|  |                           |

|  | Coronosaurus brinkmani                                                         |
|  |                                                                                |
|  | \| \| Centrosaurus apertus \| \| \| \| \| \| Spinops sternbergorum \| \| \| \| |
|  |                                                                                |
|  | Centrosaurus apertus                                                           |
|  |                                                                                |
|  | Spinops sternbergorum                                                          |
|  |                                                                                |

|  | Centrosaurus apertus  |
|  |                       |
|  | Spinops sternbergorum |
|  |                       |

|  | Rubeosaurus ovatus        |
|  |                           |
|  | Styracosaurus albertensis |
|  |                           |

|  | Coronosaurus brinkmani                                                         |
|  |                                                                                |
|  | \| \| Centrosaurus apertus \| \| \| \| \| \| Spinops sternbergorum \| \| \| \| |
|  |                                                                                |
|  | Centrosaurus apertus                                                           |
|  |                                                                                |
|  | Spinops sternbergorum                                                          |
|  |                                                                                |

|  | Centrosaurus apertus  |
|  |                       |
|  | Spinops sternbergorum |
|  |                       |

|  | Pachyrhinosaurus canadensis                                                              |
|  |                                                                                          |
|  | \| \| Pachyrhinosaurus lakustai \| \| \| \| \| \| Pachyrhinosaurus perotorum \| \| \| \| |
|  |                                                                                          |
|  | Pachyrhinosaurus lakustai                                                                |
|  |                                                                                          |
|  | Pachyrhinosaurus perotorum                                                               |
|  |                                                                                          |

|  | Pachyrhinosaurus lakustai  |
|  |                            |
|  | Pachyrhinosaurus perotorum |
|  |                            |

|  | Pachyrhinosaurus canadensis                                                              |
|  |                                                                                          |
|  | \| \| Pachyrhinosaurus lakustai \| \| \| \| \| \| Pachyrhinosaurus perotorum \| \| \| \| |
|  |                                                                                          |
|  | Pachyrhinosaurus lakustai                                                                |
|  |                                                                                          |
|  | Pachyrhinosaurus perotorum                                                               |
|  |                                                                                          |

|  | Pachyrhinosaurus lakustai  |
|  |                            |
|  | Pachyrhinosaurus perotorum |
|  |                            |

|  | Pachyrhinosaurus canadensis                                                              |
|  |                                                                                          |
|  | \| \| Pachyrhinosaurus lakustai \| \| \| \| \| \| Pachyrhinosaurus perotorum \| \| \| \| |
|  |                                                                                          |
|  | Pachyrhinosaurus lakustai                                                                |
|  |                                                                                          |
|  | Pachyrhinosaurus perotorum                                                               |
|  |                                                                                          |

|  | Pachyrhinosaurus lakustai  |
|  |                            |
|  | Pachyrhinosaurus perotorum |
|  |                            |

|  | Pachyrhinosaurus canadensis                                                              |
|  |                                                                                          |
|  | \| \| Pachyrhinosaurus lakustai \| \| \| \| \| \| Pachyrhinosaurus perotorum \| \| \| \| |
|  |                                                                                          |
|  | Pachyrhinosaurus lakustai                                                                |
|  |                                                                                          |
|  | Pachyrhinosaurus perotorum                                                               |
|  |                                                                                          |

|  | Pachyrhinosaurus lakustai  |
|  |                            |
|  | Pachyrhinosaurus perotorum |
|  |                            |

|  | Sinoceratops zhuchengensis |
|  |                            |
|  | Wendiceratops pinhornensis |
|  |                            |

|  | Rubeosaurus ovatus        |
|  |                           |
|  | Styracosaurus albertensis |
|  |                           |

|  | Coronosaurus brinkmani                                                         |
|  |                                                                                |
|  | \| \| Centrosaurus apertus \| \| \| \| \| \| Spinops sternbergorum \| \| \| \| |
|  |                                                                                |
|  | Centrosaurus apertus                                                           |
|  |                                                                                |
|  | Spinops sternbergorum                                                          |
|  |                                                                                |

|  | Centrosaurus apertus  |
|  |                       |
|  | Spinops sternbergorum |
|  |                       |

|  | Rubeosaurus ovatus        |
|  |                           |
|  | Styracosaurus albertensis |
|  |                           |

|  | Coronosaurus brinkmani                                                         |
|  |                                                                                |
|  | \| \| Centrosaurus apertus \| \| \| \| \| \| Spinops sternbergorum \| \| \| \| |
|  |                                                                                |
|  | Centrosaurus apertus                                                           |
|  |                                                                                |
|  | Spinops sternbergorum                                                          |
|  |                                                                                |

|  | Centrosaurus apertus  |
|  |                       |
|  | Spinops sternbergorum |
|  |                       |

|  | Pachyrhinosaurus canadensis                                                              |
|  |                                                                                          |
|  | \| \| Pachyrhinosaurus lakustai \| \| \| \| \| \| Pachyrhinosaurus perotorum \| \| \| \| |
|  |                                                                                          |
|  | Pachyrhinosaurus lakustai                                                                |
|  |                                                                                          |
|  | Pachyrhinosaurus perotorum                                                               |
|  |                                                                                          |

|  | Pachyrhinosaurus lakustai  |
|  |                            |
|  | Pachyrhinosaurus perotorum |
|  |                            |

|  | Pachyrhinosaurus canadensis                                                              |
|  |                                                                                          |
|  | \| \| Pachyrhinosaurus lakustai \| \| \| \| \| \| Pachyrhinosaurus perotorum \| \| \| \| |
|  |                                                                                          |
|  | Pachyrhinosaurus lakustai                                                                |
|  |                                                                                          |
|  | Pachyrhinosaurus perotorum                                                               |
|  |                                                                                          |

|  | Pachyrhinosaurus lakustai  |
|  |                            |
|  | Pachyrhinosaurus perotorum |
|  |                            |

|  | Pachyrhinosaurus canadensis                                                              |
|  |                                                                                          |
|  | \| \| Pachyrhinosaurus lakustai \| \| \| \| \| \| Pachyrhinosaurus perotorum \| \| \| \| |
|  |                                                                                          |
|  | Pachyrhinosaurus lakustai                                                                |
|  |                                                                                          |
|  | Pachyrhinosaurus perotorum                                                               |
|  |                                                                                          |

|  | Pachyrhinosaurus lakustai  |
|  |                            |
|  | Pachyrhinosaurus perotorum |
|  |                            |

|  | Pachyrhinosaurus canadensis                                                              |
|  |                                                                                          |
|  | \| \| Pachyrhinosaurus lakustai \| \| \| \| \| \| Pachyrhinosaurus perotorum \| \| \| \| |
|  |                                                                                          |
|  | Pachyrhinosaurus lakustai                                                                |
|  |                                                                                          |
|  | Pachyrhinosaurus perotorum                                                               |
|  |                                                                                          |

|  | Pachyrhinosaurus lakustai  |
|  |                            |
|  | Pachyrhinosaurus perotorum |
|  |                            |

|  | Rubeosaurus ovatus        |
|  |                           |
|  | Styracosaurus albertensis |
|  |                           |

|  | Coronosaurus brinkmani                                                         |
|  |                                                                                |
|  | \| \| Centrosaurus apertus \| \| \| \| \| \| Spinops sternbergorum \| \| \| \| |
|  |                                                                                |
|  | Centrosaurus apertus                                                           |
|  |                                                                                |
|  | Spinops sternbergorum                                                          |
|  |                                                                                |

|  | Centrosaurus apertus  |
|  |                       |
|  | Spinops sternbergorum |
|  |                       |

|  | Rubeosaurus ovatus        |
|  |                           |
|  | Styracosaurus albertensis |
|  |                           |

|  | Coronosaurus brinkmani                                                         |
|  |                                                                                |
|  | \| \| Centrosaurus apertus \| \| \| \| \| \| Spinops sternbergorum \| \| \| \| |
|  |                                                                                |
|  | Centrosaurus apertus                                                           |
|  |                                                                                |
|  | Spinops sternbergorum                                                          |
|  |                                                                                |

|  | Centrosaurus apertus  |
|  |                       |
|  | Spinops sternbergorum |
|  |                       |

|  | Pachyrhinosaurus canadensis                                                              |
|  |                                                                                          |
|  | \| \| Pachyrhinosaurus lakustai \| \| \| \| \| \| Pachyrhinosaurus perotorum \| \| \| \| |
|  |                                                                                          |
|  | Pachyrhinosaurus lakustai                                                                |
|  |                                                                                          |
|  | Pachyrhinosaurus perotorum                                                               |
|  |                                                                                          |

|  | Pachyrhinosaurus lakustai  |
|  |                            |
|  | Pachyrhinosaurus perotorum |
|  |                            |

|  | Pachyrhinosaurus canadensis                                                              |
|  |                                                                                          |
|  | \| \| Pachyrhinosaurus lakustai \| \| \| \| \| \| Pachyrhinosaurus perotorum \| \| \| \| |
|  |                                                                                          |
|  | Pachyrhinosaurus lakustai                                                                |
|  |                                                                                          |
|  | Pachyrhinosaurus perotorum                                                               |
|  |                                                                                          |

|  | Pachyrhinosaurus lakustai  |
|  |                            |
|  | Pachyrhinosaurus perotorum |
|  |                            |

|  | Pachyrhinosaurus canadensis                                                              |
|  |                                                                                          |
|  | \| \| Pachyrhinosaurus lakustai \| \| \| \| \| \| Pachyrhinosaurus perotorum \| \| \| \| |
|  |                                                                                          |
|  | Pachyrhinosaurus lakustai                                                                |
|  |                                                                                          |
|  | Pachyrhinosaurus perotorum                                                               |
|  |                                                                                          |

|  | Pachyrhinosaurus lakustai  |
|  |                            |
|  | Pachyrhinosaurus perotorum |
|  |                            |

|  | Pachyrhinosaurus canadensis                                                              |
|  |                                                                                          |
|  | \| \| Pachyrhinosaurus lakustai \| \| \| \| \| \| Pachyrhinosaurus perotorum \| \| \| \| |
|  |                                                                                          |
|  | Pachyrhinosaurus lakustai                                                                |
|  |                                                                                          |
|  | Pachyrhinosaurus perotorum                                                               |
|  |                                                                                          |

|  | Pachyrhinosaurus lakustai  |
|  |                            |
|  | Pachyrhinosaurus perotorum |
|  |                            |

|  | Sinoceratops zhuchengensis |
|  |                            |
|  | Wendiceratops pinhornensis |
|  |                            |

|  | Rubeosaurus ovatus        |
|  |                           |
|  | Styracosaurus albertensis |
|  |                           |

|  | Coronosaurus brinkmani                                                         |
|  |                                                                                |
|  | \| \| Centrosaurus apertus \| \| \| \| \| \| Spinops sternbergorum \| \| \| \| |
|  |                                                                                |
|  | Centrosaurus apertus                                                           |
|  |                                                                                |
|  | Spinops sternbergorum                                                          |
|  |                                                                                |

|  | Centrosaurus apertus  |
|  |                       |
|  | Spinops sternbergorum |
|  |                       |

|  | Rubeosaurus ovatus        |
|  |                           |
|  | Styracosaurus albertensis |
|  |                           |

|  | Coronosaurus brinkmani                                                         |
|  |                                                                                |
|  | \| \| Centrosaurus apertus \| \| \| \| \| \| Spinops sternbergorum \| \| \| \| |
|  |                                                                                |
|  | Centrosaurus apertus                                                           |
|  |                                                                                |
|  | Spinops sternbergorum                                                          |
|  |                                                                                |

|  | Centrosaurus apertus  |
|  |                       |
|  | Spinops sternbergorum |
|  |                       |

|  | Pachyrhinosaurus canadensis                                                              |
|  |                                                                                          |
|  | \| \| Pachyrhinosaurus lakustai \| \| \| \| \| \| Pachyrhinosaurus perotorum \| \| \| \| |
|  |                                                                                          |
|  | Pachyrhinosaurus lakustai                                                                |
|  |                                                                                          |
|  | Pachyrhinosaurus perotorum                                                               |
|  |                                                                                          |

|  | Pachyrhinosaurus lakustai  |
|  |                            |
|  | Pachyrhinosaurus perotorum |
|  |                            |

|  | Pachyrhinosaurus canadensis                                                              |
|  |                                                                                          |
|  | \| \| Pachyrhinosaurus lakustai \| \| \| \| \| \| Pachyrhinosaurus perotorum \| \| \| \| |
|  |                                                                                          |
|  | Pachyrhinosaurus lakustai                                                                |
|  |                                                                                          |
|  | Pachyrhinosaurus perotorum                                                               |
|  |                                                                                          |

|  | Pachyrhinosaurus lakustai  |
|  |                            |
|  | Pachyrhinosaurus perotorum |
|  |                            |

|  | Pachyrhinosaurus canadensis                                                              |
|  |                                                                                          |
|  | \| \| Pachyrhinosaurus lakustai \| \| \| \| \| \| Pachyrhinosaurus perotorum \| \| \| \| |
|  |                                                                                          |
|  | Pachyrhinosaurus lakustai                                                                |
|  |                                                                                          |
|  | Pachyrhinosaurus perotorum                                                               |
|  |                                                                                          |

|  | Pachyrhinosaurus lakustai  |
|  |                            |
|  | Pachyrhinosaurus perotorum |
|  |                            |

|  | Pachyrhinosaurus canadensis                                                              |
|  |                                                                                          |
|  | \| \| Pachyrhinosaurus lakustai \| \| \| \| \| \| Pachyrhinosaurus perotorum \| \| \| \| |
|  |                                                                                          |
|  | Pachyrhinosaurus lakustai                                                                |
|  |                                                                                          |
|  | Pachyrhinosaurus perotorum                                                               |
|  |                                                                                          |

|  | Pachyrhinosaurus lakustai  |
|  |                            |
|  | Pachyrhinosaurus perotorum |
|  |                            |

|  | Rubeosaurus ovatus        |
|  |                           |
|  | Styracosaurus albertensis |
|  |                           |

|  | Coronosaurus brinkmani                                                         |
|  |                                                                                |
|  | \| \| Centrosaurus apertus \| \| \| \| \| \| Spinops sternbergorum \| \| \| \| |
|  |                                                                                |
|  | Centrosaurus apertus                                                           |
|  |                                                                                |
|  | Spinops sternbergorum                                                          |
|  |                                                                                |

|  | Centrosaurus apertus  |
|  |                       |
|  | Spinops sternbergorum |
|  |                       |

|  | Rubeosaurus ovatus        |
|  |                           |
|  | Styracosaurus albertensis |
|  |                           |

|  | Coronosaurus brinkmani                                                         |
|  |                                                                                |
|  | \| \| Centrosaurus apertus \| \| \| \| \| \| Spinops sternbergorum \| \| \| \| |
|  |                                                                                |
|  | Centrosaurus apertus                                                           |
|  |                                                                                |
|  | Spinops sternbergorum                                                          |
|  |                                                                                |

|  | Centrosaurus apertus  |
|  |                       |
|  | Spinops sternbergorum |
|  |                       |

|  | Pachyrhinosaurus canadensis                                                              |
|  |                                                                                          |
|  | \| \| Pachyrhinosaurus lakustai \| \| \| \| \| \| Pachyrhinosaurus perotorum \| \| \| \| |
|  |                                                                                          |
|  | Pachyrhinosaurus lakustai                                                                |
|  |                                                                                          |
|  | Pachyrhinosaurus perotorum                                                               |
|  |                                                                                          |

|  | Pachyrhinosaurus lakustai  |
|  |                            |
|  | Pachyrhinosaurus perotorum |
|  |                            |

|  | Pachyrhinosaurus canadensis                                                              |
|  |                                                                                          |
|  | \| \| Pachyrhinosaurus lakustai \| \| \| \| \| \| Pachyrhinosaurus perotorum \| \| \| \| |
|  |                                                                                          |
|  | Pachyrhinosaurus lakustai                                                                |
|  |                                                                                          |
|  | Pachyrhinosaurus perotorum                                                               |
|  |                                                                                          |

|  | Pachyrhinosaurus lakustai  |
|  |                            |
|  | Pachyrhinosaurus perotorum |
|  |                            |

|  | Pachyrhinosaurus canadensis                                                              |
|  |                                                                                          |
|  | \| \| Pachyrhinosaurus lakustai \| \| \| \| \| \| Pachyrhinosaurus perotorum \| \| \| \| |
|  |                                                                                          |
|  | Pachyrhinosaurus lakustai                                                                |
|  |                                                                                          |
|  | Pachyrhinosaurus perotorum                                                               |
|  |                                                                                          |

|  | Pachyrhinosaurus lakustai  |
|  |                            |
|  | Pachyrhinosaurus perotorum |
|  |                            |

|  | Pachyrhinosaurus canadensis                                                              |
|  |                                                                                          |
|  | \| \| Pachyrhinosaurus lakustai \| \| \| \| \| \| Pachyrhinosaurus perotorum \| \| \| \| |
|  |                                                                                          |
|  | Pachyrhinosaurus lakustai                                                                |
|  |                                                                                          |
|  | Pachyrhinosaurus perotorum                                                               |
|  |                                                                                          |

|  | Pachyrhinosaurus lakustai  |
|  |                            |
|  | Pachyrhinosaurus perotorum |
|  |                            |

|  | Sinoceratops zhuchengensis |
|  |                            |
|  | Wendiceratops pinhornensis |
|  |                            |

|  | Rubeosaurus ovatus        |
|  |                           |
|  | Styracosaurus albertensis |
|  |                           |

|  | Coronosaurus brinkmani                                                         |
|  |                                                                                |
|  | \| \| Centrosaurus apertus \| \| \| \| \| \| Spinops sternbergorum \| \| \| \| |
|  |                                                                                |
|  | Centrosaurus apertus                                                           |
|  |                                                                                |
|  | Spinops sternbergorum                                                          |
|  |                                                                                |

|  | Centrosaurus apertus  |
|  |                       |
|  | Spinops sternbergorum |
|  |                       |

|  | Rubeosaurus ovatus        |
|  |                           |
|  | Styracosaurus albertensis |
|  |                           |

|  | Coronosaurus brinkmani                                                         |
|  |                                                                                |
|  | \| \| Centrosaurus apertus \| \| \| \| \| \| Spinops sternbergorum \| \| \| \| |
|  |                                                                                |
|  | Centrosaurus apertus                                                           |
|  |                                                                                |
|  | Spinops sternbergorum                                                          |
|  |                                                                                |

|  | Centrosaurus apertus  |
|  |                       |
|  | Spinops sternbergorum |
|  |                       |

|  | Pachyrhinosaurus canadensis                                                              |
|  |                                                                                          |
|  | \| \| Pachyrhinosaurus lakustai \| \| \| \| \| \| Pachyrhinosaurus perotorum \| \| \| \| |
|  |                                                                                          |
|  | Pachyrhinosaurus lakustai                                                                |
|  |                                                                                          |
|  | Pachyrhinosaurus perotorum                                                               |
|  |                                                                                          |

|  | Pachyrhinosaurus lakustai  |
|  |                            |
|  | Pachyrhinosaurus perotorum |
|  |                            |

|  | Pachyrhinosaurus canadensis                                                              |
|  |                                                                                          |
|  | \| \| Pachyrhinosaurus lakustai \| \| \| \| \| \| Pachyrhinosaurus perotorum \| \| \| \| |
|  |                                                                                          |
|  | Pachyrhinosaurus lakustai                                                                |
|  |                                                                                          |
|  | Pachyrhinosaurus perotorum                                                               |
|  |                                                                                          |

|  | Pachyrhinosaurus lakustai  |
|  |                            |
|  | Pachyrhinosaurus perotorum |
|  |                            |

|  | Pachyrhinosaurus canadensis                                                              |
|  |                                                                                          |
|  | \| \| Pachyrhinosaurus lakustai \| \| \| \| \| \| Pachyrhinosaurus perotorum \| \| \| \| |
|  |                                                                                          |
|  | Pachyrhinosaurus lakustai                                                                |
|  |                                                                                          |
|  | Pachyrhinosaurus perotorum                                                               |
|  |                                                                                          |

|  | Pachyrhinosaurus lakustai  |
|  |                            |
|  | Pachyrhinosaurus perotorum |
|  |                            |

|  | Pachyrhinosaurus canadensis                                                              |
|  |                                                                                          |
|  | \| \| Pachyrhinosaurus lakustai \| \| \| \| \| \| Pachyrhinosaurus perotorum \| \| \| \| |
|  |                                                                                          |
|  | Pachyrhinosaurus lakustai                                                                |
|  |                                                                                          |
|  | Pachyrhinosaurus perotorum                                                               |
|  |                                                                                          |

|  | Pachyrhinosaurus lakustai  |
|  |                            |
|  | Pachyrhinosaurus perotorum |
|  |                            |

|  | Rubeosaurus ovatus        |
|  |                           |
|  | Styracosaurus albertensis |
|  |                           |

|  | Coronosaurus brinkmani                                                         |
|  |                                                                                |
|  | \| \| Centrosaurus apertus \| \| \| \| \| \| Spinops sternbergorum \| \| \| \| |
|  |                                                                                |
|  | Centrosaurus apertus                                                           |
|  |                                                                                |
|  | Spinops sternbergorum                                                          |
|  |                                                                                |

|  | Centrosaurus apertus  |
|  |                       |
|  | Spinops sternbergorum |
|  |                       |

|  | Rubeosaurus ovatus        |
|  |                           |
|  | Styracosaurus albertensis |
|  |                           |

|  | Coronosaurus brinkmani                                                         |
|  |                                                                                |
|  | \| \| Centrosaurus apertus \| \| \| \| \| \| Spinops sternbergorum \| \| \| \| |
|  |                                                                                |
|  | Centrosaurus apertus                                                           |
|  |                                                                                |
|  | Spinops sternbergorum                                                          |
|  |                                                                                |

|  | Centrosaurus apertus  |
|  |                       |
|  | Spinops sternbergorum |
|  |                       |

|  | Pachyrhinosaurus canadensis                                                              |
|  |                                                                                          |
|  | \| \| Pachyrhinosaurus lakustai \| \| \| \| \| \| Pachyrhinosaurus perotorum \| \| \| \| |
|  |                                                                                          |
|  | Pachyrhinosaurus lakustai                                                                |
|  |                                                                                          |
|  | Pachyrhinosaurus perotorum                                                               |
|  |                                                                                          |

|  | Pachyrhinosaurus lakustai  |
|  |                            |
|  | Pachyrhinosaurus perotorum |
|  |                            |

|  | Pachyrhinosaurus canadensis                                                              |
|  |                                                                                          |
|  | \| \| Pachyrhinosaurus lakustai \| \| \| \| \| \| Pachyrhinosaurus perotorum \| \| \| \| |
|  |                                                                                          |
|  | Pachyrhinosaurus lakustai                                                                |
|  |                                                                                          |
|  | Pachyrhinosaurus perotorum                                                               |
|  |                                                                                          |

|  | Pachyrhinosaurus lakustai  |
|  |                            |
|  | Pachyrhinosaurus perotorum |
|  |                            |

|  | Pachyrhinosaurus canadensis                                                              |
|  |                                                                                          |
|  | \| \| Pachyrhinosaurus lakustai \| \| \| \| \| \| Pachyrhinosaurus perotorum \| \| \| \| |
|  |                                                                                          |
|  | Pachyrhinosaurus lakustai                                                                |
|  |                                                                                          |
|  | Pachyrhinosaurus perotorum                                                               |
|  |                                                                                          |

|  | Pachyrhinosaurus lakustai  |
|  |                            |
|  | Pachyrhinosaurus perotorum |
|  |                            |

|  | Pachyrhinosaurus canadensis                                                              |
|  |                                                                                          |
|  | \| \| Pachyrhinosaurus lakustai \| \| \| \| \| \| Pachyrhinosaurus perotorum \| \| \| \| |
|  |                                                                                          |
|  | Pachyrhinosaurus lakustai                                                                |
|  |                                                                                          |
|  | Pachyrhinosaurus perotorum                                                               |
|  |                                                                                          |

|  | Pachyrhinosaurus lakustai  |
|  |                            |
|  | Pachyrhinosaurus perotorum |
|  |                            |

|  | Diabloceratops eatoni    |
|  |                          |
|  | Machairoceratops cronusi |
|  |                          |

|  | Avaceratops lammersi (ANSP 15800) |
|  |                                   |
|  | MOR 692                           |
|  |                                   |
|  | CMN 8804                          |
|  |                                   |
|  | Nasutoceratops titusi             |
|  |                                   |
|  | Nuevo taxón de Malta              |
|  |                                   |

|  | Sinoceratops zhuchengensis |
|  |                            |
|  | Wendiceratops pinhornensis |
|  |                            |

|  | Rubeosaurus ovatus        |
|  |                           |
|  | Styracosaurus albertensis |
|  |                           |

|  | Coronosaurus brinkmani                                                         |
|  |                                                                                |
|  | \| \| Centrosaurus apertus \| \| \| \| \| \| Spinops sternbergorum \| \| \| \| |
|  |                                                                                |
|  | Centrosaurus apertus                                                           |
|  |                                                                                |
|  | Spinops sternbergorum                                                          |
|  |                                                                                |

|  | Centrosaurus apertus  |
|  |                       |
|  | Spinops sternbergorum |
|  |                       |

|  | Rubeosaurus ovatus        |
|  |                           |
|  | Styracosaurus albertensis |
|  |                           |

|  | Coronosaurus brinkmani                                                         |
|  |                                                                                |
|  | \| \| Centrosaurus apertus \| \| \| \| \| \| Spinops sternbergorum \| \| \| \| |
|  |                                                                                |
|  | Centrosaurus apertus                                                           |
|  |                                                                                |
|  | Spinops sternbergorum                                                          |
|  |                                                                                |

|  | Centrosaurus apertus  |
|  |                       |
|  | Spinops sternbergorum |
|  |                       |

|  | Pachyrhinosaurus canadensis                                                              |
|  |                                                                                          |
|  | \| \| Pachyrhinosaurus lakustai \| \| \| \| \| \| Pachyrhinosaurus perotorum \| \| \| \| |
|  |                                                                                          |
|  | Pachyrhinosaurus lakustai                                                                |
|  |                                                                                          |
|  | Pachyrhinosaurus perotorum                                                               |
|  |                                                                                          |

|  | Pachyrhinosaurus lakustai  |
|  |                            |
|  | Pachyrhinosaurus perotorum |
|  |                            |

|  | Pachyrhinosaurus canadensis                                                              |
|  |                                                                                          |
|  | \| \| Pachyrhinosaurus lakustai \| \| \| \| \| \| Pachyrhinosaurus perotorum \| \| \| \| |
|  |                                                                                          |
|  | Pachyrhinosaurus lakustai                                                                |
|  |                                                                                          |
|  | Pachyrhinosaurus perotorum                                                               |
|  |                                                                                          |

|  | Pachyrhinosaurus lakustai  |
|  |                            |
|  | Pachyrhinosaurus perotorum |
|  |                            |

|  | Pachyrhinosaurus canadensis                                                              |
|  |                                                                                          |
|  | \| \| Pachyrhinosaurus lakustai \| \| \| \| \| \| Pachyrhinosaurus perotorum \| \| \| \| |
|  |                                                                                          |
|  | Pachyrhinosaurus lakustai                                                                |
|  |                                                                                          |
|  | Pachyrhinosaurus perotorum                                                               |
|  |                                                                                          |

|  | Pachyrhinosaurus lakustai  |
|  |                            |
|  | Pachyrhinosaurus perotorum |
|  |                            |

|  | Pachyrhinosaurus canadensis                                                              |
|  |                                                                                          |
|  | \| \| Pachyrhinosaurus lakustai \| \| \| \| \| \| Pachyrhinosaurus perotorum \| \| \| \| |
|  |                                                                                          |
|  | Pachyrhinosaurus lakustai                                                                |
|  |                                                                                          |
|  | Pachyrhinosaurus perotorum                                                               |
|  |                                                                                          |

|  | Pachyrhinosaurus lakustai  |
|  |                            |
|  | Pachyrhinosaurus perotorum |
|  |                            |

|  | Rubeosaurus ovatus        |
|  |                           |
|  | Styracosaurus albertensis |
|  |                           |

|  | Coronosaurus brinkmani                                                         |
|  |                                                                                |
|  | \| \| Centrosaurus apertus \| \| \| \| \| \| Spinops sternbergorum \| \| \| \| |
|  |                                                                                |
|  | Centrosaurus apertus                                                           |
|  |                                                                                |
|  | Spinops sternbergorum                                                          |
|  |                                                                                |

|  | Centrosaurus apertus  |
|  |                       |
|  | Spinops sternbergorum |
|  |                       |

|  | Rubeosaurus ovatus        |
|  |                           |
|  | Styracosaurus albertensis |
|  |                           |

|  | Coronosaurus brinkmani                                                         |
|  |                                                                                |
|  | \| \| Centrosaurus apertus \| \| \| \| \| \| Spinops sternbergorum \| \| \| \| |
|  |                                                                                |
|  | Centrosaurus apertus                                                           |
|  |                                                                                |
|  | Spinops sternbergorum                                                          |
|  |                                                                                |

|  | Centrosaurus apertus  |
|  |                       |
|  | Spinops sternbergorum |
|  |                       |

|  | Pachyrhinosaurus canadensis                                                              |
|  |                                                                                          |
|  | \| \| Pachyrhinosaurus lakustai \| \| \| \| \| \| Pachyrhinosaurus perotorum \| \| \| \| |
|  |                                                                                          |
|  | Pachyrhinosaurus lakustai                                                                |
|  |                                                                                          |
|  | Pachyrhinosaurus perotorum                                                               |
|  |                                                                                          |

|  | Pachyrhinosaurus lakustai  |
|  |                            |
|  | Pachyrhinosaurus perotorum |
|  |                            |

|  | Pachyrhinosaurus canadensis                                                              |
|  |                                                                                          |
|  | \| \| Pachyrhinosaurus lakustai \| \| \| \| \| \| Pachyrhinosaurus perotorum \| \| \| \| |
|  |                                                                                          |
|  | Pachyrhinosaurus lakustai                                                                |
|  |                                                                                          |
|  | Pachyrhinosaurus perotorum                                                               |
|  |                                                                                          |

|  | Pachyrhinosaurus lakustai  |
|  |                            |
|  | Pachyrhinosaurus perotorum |
|  |                            |

|  | Pachyrhinosaurus canadensis                                                              |
|  |                                                                                          |
|  | \| \| Pachyrhinosaurus lakustai \| \| \| \| \| \| Pachyrhinosaurus perotorum \| \| \| \| |
|  |                                                                                          |
|  | Pachyrhinosaurus lakustai                                                                |
|  |                                                                                          |
|  | Pachyrhinosaurus perotorum                                                               |
|  |                                                                                          |

|  | Pachyrhinosaurus lakustai  |
|  |                            |
|  | Pachyrhinosaurus perotorum |
|  |                            |

|  | Pachyrhinosaurus canadensis                                                              |
|  |                                                                                          |
|  | \| \| Pachyrhinosaurus lakustai \| \| \| \| \| \| Pachyrhinosaurus perotorum \| \| \| \| |
|  |                                                                                          |
|  | Pachyrhinosaurus lakustai                                                                |
|  |                                                                                          |
|  | Pachyrhinosaurus perotorum                                                               |
|  |                                                                                          |

|  | Pachyrhinosaurus lakustai  |
|  |                            |
|  | Pachyrhinosaurus perotorum |
|  |                            |

|  | Sinoceratops zhuchengensis |
|  |                            |
|  | Wendiceratops pinhornensis |
|  |                            |

|  | Rubeosaurus ovatus        |
|  |                           |
|  | Styracosaurus albertensis |
|  |                           |

|  | Coronosaurus brinkmani                                                         |
|  |                                                                                |
|  | \| \| Centrosaurus apertus \| \| \| \| \| \| Spinops sternbergorum \| \| \| \| |
|  |                                                                                |
|  | Centrosaurus apertus                                                           |
|  |                                                                                |
|  | Spinops sternbergorum                                                          |
|  |                                                                                |

|  | Centrosaurus apertus  |
|  |                       |
|  | Spinops sternbergorum |
|  |                       |

|  | Rubeosaurus ovatus        |
|  |                           |
|  | Styracosaurus albertensis |
|  |                           |

|  | Coronosaurus brinkmani                                                         |
|  |                                                                                |
|  | \| \| Centrosaurus apertus \| \| \| \| \| \| Spinops sternbergorum \| \| \| \| |
|  |                                                                                |
|  | Centrosaurus apertus                                                           |
|  |                                                                                |
|  | Spinops sternbergorum                                                          |
|  |                                                                                |

|  | Centrosaurus apertus  |
|  |                       |
|  | Spinops sternbergorum |
|  |                       |

|  | Pachyrhinosaurus canadensis                                                              |
|  |                                                                                          |
|  | \| \| Pachyrhinosaurus lakustai \| \| \| \| \| \| Pachyrhinosaurus perotorum \| \| \| \| |
|  |                                                                                          |
|  | Pachyrhinosaurus lakustai                                                                |
|  |                                                                                          |
|  | Pachyrhinosaurus perotorum                                                               |
|  |                                                                                          |

|  | Pachyrhinosaurus lakustai  |
|  |                            |
|  | Pachyrhinosaurus perotorum |
|  |                            |

|  | Pachyrhinosaurus canadensis                                                              |
|  |                                                                                          |
|  | \| \| Pachyrhinosaurus lakustai \| \| \| \| \| \| Pachyrhinosaurus perotorum \| \| \| \| |
|  |                                                                                          |
|  | Pachyrhinosaurus lakustai                                                                |
|  |                                                                                          |
|  | Pachyrhinosaurus perotorum                                                               |
|  |                                                                                          |

|  | Pachyrhinosaurus lakustai  |
|  |                            |
|  | Pachyrhinosaurus perotorum |
|  |                            |

|  | Pachyrhinosaurus canadensis                                                              |
|  |                                                                                          |
|  | \| \| Pachyrhinosaurus lakustai \| \| \| \| \| \| Pachyrhinosaurus perotorum \| \| \| \| |
|  |                                                                                          |
|  | Pachyrhinosaurus lakustai                                                                |
|  |                                                                                          |
|  | Pachyrhinosaurus perotorum                                                               |
|  |                                                                                          |

|  | Pachyrhinosaurus lakustai  |
|  |                            |
|  | Pachyrhinosaurus perotorum |
|  |                            |

|  | Pachyrhinosaurus canadensis                                                              |
|  |                                                                                          |
|  | \| \| Pachyrhinosaurus lakustai \| \| \| \| \| \| Pachyrhinosaurus perotorum \| \| \| \| |
|  |                                                                                          |
|  | Pachyrhinosaurus lakustai                                                                |
|  |                                                                                          |
|  | Pachyrhinosaurus perotorum                                                               |
|  |                                                                                          |

|  | Pachyrhinosaurus lakustai  |
|  |                            |
|  | Pachyrhinosaurus perotorum |
|  |                            |

|  | Rubeosaurus ovatus        |
|  |                           |
|  | Styracosaurus albertensis |
|  |                           |

|  | Coronosaurus brinkmani                                                         |
|  |                                                                                |
|  | \| \| Centrosaurus apertus \| \| \| \| \| \| Spinops sternbergorum \| \| \| \| |
|  |                                                                                |
|  | Centrosaurus apertus                                                           |
|  |                                                                                |
|  | Spinops sternbergorum                                                          |
|  |                                                                                |

|  | Centrosaurus apertus  |
|  |                       |
|  | Spinops sternbergorum |
|  |                       |

|  | Rubeosaurus ovatus        |
|  |                           |
|  | Styracosaurus albertensis |
|  |                           |

|  | Coronosaurus brinkmani                                                         |
|  |                                                                                |
|  | \| \| Centrosaurus apertus \| \| \| \| \| \| Spinops sternbergorum \| \| \| \| |
|  |                                                                                |
|  | Centrosaurus apertus                                                           |
|  |                                                                                |
|  | Spinops sternbergorum                                                          |
|  |                                                                                |

|  | Centrosaurus apertus  |
|  |                       |
|  | Spinops sternbergorum |
|  |                       |

|  | Pachyrhinosaurus canadensis                                                              |
|  |                                                                                          |
|  | \| \| Pachyrhinosaurus lakustai \| \| \| \| \| \| Pachyrhinosaurus perotorum \| \| \| \| |
|  |                                                                                          |
|  | Pachyrhinosaurus lakustai                                                                |
|  |                                                                                          |
|  | Pachyrhinosaurus perotorum                                                               |
|  |                                                                                          |

|  | Pachyrhinosaurus lakustai  |
|  |                            |
|  | Pachyrhinosaurus perotorum |
|  |                            |

|  | Pachyrhinosaurus canadensis                                                              |
|  |                                                                                          |
|  | \| \| Pachyrhinosaurus lakustai \| \| \| \| \| \| Pachyrhinosaurus perotorum \| \| \| \| |
|  |                                                                                          |
|  | Pachyrhinosaurus lakustai                                                                |
|  |                                                                                          |
|  | Pachyrhinosaurus perotorum                                                               |
|  |                                                                                          |

|  | Pachyrhinosaurus lakustai  |
|  |                            |
|  | Pachyrhinosaurus perotorum |
|  |                            |

|  | Pachyrhinosaurus canadensis                                                              |
|  |                                                                                          |
|  | \| \| Pachyrhinosaurus lakustai \| \| \| \| \| \| Pachyrhinosaurus perotorum \| \| \| \| |
|  |                                                                                          |
|  | Pachyrhinosaurus lakustai                                                                |
|  |                                                                                          |
|  | Pachyrhinosaurus perotorum                                                               |
|  |                                                                                          |

|  | Pachyrhinosaurus lakustai  |
|  |                            |
|  | Pachyrhinosaurus perotorum |
|  |                            |

|  | Pachyrhinosaurus canadensis                                                              |
|  |                                                                                          |
|  | \| \| Pachyrhinosaurus lakustai \| \| \| \| \| \| Pachyrhinosaurus perotorum \| \| \| \| |
|  |                                                                                          |
|  | Pachyrhinosaurus lakustai                                                                |
|  |                                                                                          |
|  | Pachyrhinosaurus perotorum                                                               |
|  |                                                                                          |

|  | Pachyrhinosaurus lakustai  |
|  |                            |
|  | Pachyrhinosaurus perotorum |
|  |                            |

|  | Sinoceratops zhuchengensis |
|  |                            |
|  | Wendiceratops pinhornensis |
|  |                            |

|  | Rubeosaurus ovatus        |
|  |                           |
|  | Styracosaurus albertensis |
|  |                           |

|  | Coronosaurus brinkmani                                                         |
|  |                                                                                |
|  | \| \| Centrosaurus apertus \| \| \| \| \| \| Spinops sternbergorum \| \| \| \| |
|  |                                                                                |
|  | Centrosaurus apertus                                                           |
|  |                                                                                |
|  | Spinops sternbergorum                                                          |
|  |                                                                                |

|  | Centrosaurus apertus  |
|  |                       |
|  | Spinops sternbergorum |
|  |                       |

|  | Rubeosaurus ovatus        |
|  |                           |
|  | Styracosaurus albertensis |
|  |                           |

|  | Coronosaurus brinkmani                                                         |
|  |                                                                                |
|  | \| \| Centrosaurus apertus \| \| \| \| \| \| Spinops sternbergorum \| \| \| \| |
|  |                                                                                |
|  | Centrosaurus apertus                                                           |
|  |                                                                                |
|  | Spinops sternbergorum                                                          |
|  |                                                                                |

|  | Centrosaurus apertus  |
|  |                       |
|  | Spinops sternbergorum |
|  |                       |

|  | Pachyrhinosaurus canadensis                                                              |
|  |                                                                                          |
|  | \| \| Pachyrhinosaurus lakustai \| \| \| \| \| \| Pachyrhinosaurus perotorum \| \| \| \| |
|  |                                                                                          |
|  | Pachyrhinosaurus lakustai                                                                |
|  |                                                                                          |
|  | Pachyrhinosaurus perotorum                                                               |
|  |                                                                                          |

|  | Pachyrhinosaurus lakustai  |
|  |                            |
|  | Pachyrhinosaurus perotorum |
|  |                            |

|  | Pachyrhinosaurus canadensis                                                              |
|  |                                                                                          |
|  | \| \| Pachyrhinosaurus lakustai \| \| \| \| \| \| Pachyrhinosaurus perotorum \| \| \| \| |
|  |                                                                                          |
|  | Pachyrhinosaurus lakustai                                                                |
|  |                                                                                          |
|  | Pachyrhinosaurus perotorum                                                               |
|  |                                                                                          |

|  | Pachyrhinosaurus lakustai  |
|  |                            |
|  | Pachyrhinosaurus perotorum |
|  |                            |

|  | Pachyrhinosaurus canadensis                                                              |
|  |                                                                                          |
|  | \| \| Pachyrhinosaurus lakustai \| \| \| \| \| \| Pachyrhinosaurus perotorum \| \| \| \| |
|  |                                                                                          |
|  | Pachyrhinosaurus lakustai                                                                |
|  |                                                                                          |
|  | Pachyrhinosaurus perotorum                                                               |
|  |                                                                                          |

|  | Pachyrhinosaurus lakustai  |
|  |                            |
|  | Pachyrhinosaurus perotorum |
|  |                            |

|  | Pachyrhinosaurus canadensis                                                              |
|  |                                                                                          |
|  | \| \| Pachyrhinosaurus lakustai \| \| \| \| \| \| Pachyrhinosaurus perotorum \| \| \| \| |
|  |                                                                                          |
|  | Pachyrhinosaurus lakustai                                                                |
|  |                                                                                          |
|  | Pachyrhinosaurus perotorum                                                               |
|  |                                                                                          |

|  | Pachyrhinosaurus lakustai  |
|  |                            |
|  | Pachyrhinosaurus perotorum |
|  |                            |

|  | Rubeosaurus ovatus        |
|  |                           |
|  | Styracosaurus albertensis |
|  |                           |

|  | Coronosaurus brinkmani                                                         |
|  |                                                                                |
|  | \| \| Centrosaurus apertus \| \| \| \| \| \| Spinops sternbergorum \| \| \| \| |
|  |                                                                                |
|  | Centrosaurus apertus                                                           |
|  |                                                                                |
|  | Spinops sternbergorum                                                          |
|  |                                                                                |

|  | Centrosaurus apertus  |
|  |                       |
|  | Spinops sternbergorum |
|  |                       |

|  | Rubeosaurus ovatus        |
|  |                           |
|  | Styracosaurus albertensis |
|  |                           |

|  | Coronosaurus brinkmani                                                         |
|  |                                                                                |
|  | \| \| Centrosaurus apertus \| \| \| \| \| \| Spinops sternbergorum \| \| \| \| |
|  |                                                                                |
|  | Centrosaurus apertus                                                           |
|  |                                                                                |
|  | Spinops sternbergorum                                                          |
|  |                                                                                |

|  | Centrosaurus apertus  |
|  |                       |
|  | Spinops sternbergorum |
|  |                       |

|  | Pachyrhinosaurus canadensis                                                              |
|  |                                                                                          |
|  | \| \| Pachyrhinosaurus lakustai \| \| \| \| \| \| Pachyrhinosaurus perotorum \| \| \| \| |
|  |                                                                                          |
|  | Pachyrhinosaurus lakustai                                                                |
|  |                                                                                          |
|  | Pachyrhinosaurus perotorum                                                               |
|  |                                                                                          |

|  | Pachyrhinosaurus lakustai  |
|  |                            |
|  | Pachyrhinosaurus perotorum |
|  |                            |

|  | Pachyrhinosaurus canadensis                                                              |
|  |                                                                                          |
|  | \| \| Pachyrhinosaurus lakustai \| \| \| \| \| \| Pachyrhinosaurus perotorum \| \| \| \| |
|  |                                                                                          |
|  | Pachyrhinosaurus lakustai                                                                |
|  |                                                                                          |
|  | Pachyrhinosaurus perotorum                                                               |
|  |                                                                                          |

|  | Pachyrhinosaurus lakustai  |
|  |                            |
|  | Pachyrhinosaurus perotorum |
|  |                            |

|  | Pachyrhinosaurus canadensis                                                              |
|  |                                                                                          |
|  | \| \| Pachyrhinosaurus lakustai \| \| \| \| \| \| Pachyrhinosaurus perotorum \| \| \| \| |
|  |                                                                                          |
|  | Pachyrhinosaurus lakustai                                                                |
|  |                                                                                          |
|  | Pachyrhinosaurus perotorum                                                               |
|  |                                                                                          |

|  | Pachyrhinosaurus lakustai  |
|  |                            |
|  | Pachyrhinosaurus perotorum |
|  |                            |

|  | Pachyrhinosaurus canadensis                                                              |
|  |                                                                                          |
|  | \| \| Pachyrhinosaurus lakustai \| \| \| \| \| \| Pachyrhinosaurus perotorum \| \| \| \| |
|  |                                                                                          |
|  | Pachyrhinosaurus lakustai                                                                |
|  |                                                                                          |
|  | Pachyrhinosaurus perotorum                                                               |
|  |                                                                                          |

|  | Pachyrhinosaurus lakustai  |
|  |                            |
|  | Pachyrhinosaurus perotorum |
|  |                            |

|  | Sinoceratops zhuchengensis |
|  |                            |
|  | Wendiceratops pinhornensis |
|  |                            |

|  | Rubeosaurus ovatus        |
|  |                           |
|  | Styracosaurus albertensis |
|  |                           |

|  | Coronosaurus brinkmani                                                         |
|  |                                                                                |
|  | \| \| Centrosaurus apertus \| \| \| \| \| \| Spinops sternbergorum \| \| \| \| |
|  |                                                                                |
|  | Centrosaurus apertus                                                           |
|  |                                                                                |
|  | Spinops sternbergorum                                                          |
|  |                                                                                |

|  | Centrosaurus apertus  |
|  |                       |
|  | Spinops sternbergorum |
|  |                       |

|  | Rubeosaurus ovatus        |
|  |                           |
|  | Styracosaurus albertensis |
|  |                           |

|  | Coronosaurus brinkmani                                                         |
|  |                                                                                |
|  | \| \| Centrosaurus apertus \| \| \| \| \| \| Spinops sternbergorum \| \| \| \| |
|  |                                                                                |
|  | Centrosaurus apertus                                                           |
|  |                                                                                |
|  | Spinops sternbergorum                                                          |
|  |                                                                                |

|  | Centrosaurus apertus  |
|  |                       |
|  | Spinops sternbergorum |
|  |                       |

|  | Pachyrhinosaurus canadensis                                                              |
|  |                                                                                          |
|  | \| \| Pachyrhinosaurus lakustai \| \| \| \| \| \| Pachyrhinosaurus perotorum \| \| \| \| |
|  |                                                                                          |
|  | Pachyrhinosaurus lakustai                                                                |
|  |                                                                                          |
|  | Pachyrhinosaurus perotorum                                                               |
|  |                                                                                          |

|  | Pachyrhinosaurus lakustai  |
|  |                            |
|  | Pachyrhinosaurus perotorum |
|  |                            |

|  | Pachyrhinosaurus canadensis                                                              |
|  |                                                                                          |
|  | \| \| Pachyrhinosaurus lakustai \| \| \| \| \| \| Pachyrhinosaurus perotorum \| \| \| \| |
|  |                                                                                          |
|  | Pachyrhinosaurus lakustai                                                                |
|  |                                                                                          |
|  | Pachyrhinosaurus perotorum                                                               |
|  |                                                                                          |

|  | Pachyrhinosaurus lakustai  |
|  |                            |
|  | Pachyrhinosaurus perotorum |
|  |                            |

|  | Pachyrhinosaurus canadensis                                                              |
|  |                                                                                          |
|  | \| \| Pachyrhinosaurus lakustai \| \| \| \| \| \| Pachyrhinosaurus perotorum \| \| \| \| |
|  |                                                                                          |
|  | Pachyrhinosaurus lakustai                                                                |
|  |                                                                                          |
|  | Pachyrhinosaurus perotorum                                                               |
|  |                                                                                          |

|  | Pachyrhinosaurus lakustai  |
|  |                            |
|  | Pachyrhinosaurus perotorum |
|  |                            |

|  | Pachyrhinosaurus canadensis                                                              |
|  |                                                                                          |
|  | \| \| Pachyrhinosaurus lakustai \| \| \| \| \| \| Pachyrhinosaurus perotorum \| \| \| \| |
|  |                                                                                          |
|  | Pachyrhinosaurus lakustai                                                                |
|  |                                                                                          |
|  | Pachyrhinosaurus perotorum                                                               |
|  |                                                                                          |

|  | Pachyrhinosaurus lakustai  |
|  |                            |
|  | Pachyrhinosaurus perotorum |
|  |                            |

|  | Rubeosaurus ovatus        |
|  |                           |
|  | Styracosaurus albertensis |
|  |                           |

|  | Coronosaurus brinkmani                                                         |
|  |                                                                                |
|  | \| \| Centrosaurus apertus \| \| \| \| \| \| Spinops sternbergorum \| \| \| \| |
|  |                                                                                |
|  | Centrosaurus apertus                                                           |
|  |                                                                                |
|  | Spinops sternbergorum                                                          |
|  |                                                                                |

|  | Centrosaurus apertus  |
|  |                       |
|  | Spinops sternbergorum |
|  |                       |

|  | Rubeosaurus ovatus        |
|  |                           |
|  | Styracosaurus albertensis |
|  |                           |

|  | Coronosaurus brinkmani                                                         |
|  |                                                                                |
|  | \| \| Centrosaurus apertus \| \| \| \| \| \| Spinops sternbergorum \| \| \| \| |
|  |                                                                                |
|  | Centrosaurus apertus                                                           |
|  |                                                                                |
|  | Spinops sternbergorum                                                          |
|  |                                                                                |

|  | Centrosaurus apertus  |
|  |                       |
|  | Spinops sternbergorum |
|  |                       |

|  | Pachyrhinosaurus canadensis                                                              |
|  |                                                                                          |
|  | \| \| Pachyrhinosaurus lakustai \| \| \| \| \| \| Pachyrhinosaurus perotorum \| \| \| \| |
|  |                                                                                          |
|  | Pachyrhinosaurus lakustai                                                                |
|  |                                                                                          |
|  | Pachyrhinosaurus perotorum                                                               |
|  |                                                                                          |

|  | Pachyrhinosaurus lakustai  |
|  |                            |
|  | Pachyrhinosaurus perotorum |
|  |                            |

|  | Pachyrhinosaurus canadensis                                                              |
|  |                                                                                          |
|  | \| \| Pachyrhinosaurus lakustai \| \| \| \| \| \| Pachyrhinosaurus perotorum \| \| \| \| |
|  |                                                                                          |
|  | Pachyrhinosaurus lakustai                                                                |
|  |                                                                                          |
|  | Pachyrhinosaurus perotorum                                                               |
|  |                                                                                          |

|  | Pachyrhinosaurus lakustai  |
|  |                            |
|  | Pachyrhinosaurus perotorum |
|  |                            |

|  | Pachyrhinosaurus canadensis                                                              |
|  |                                                                                          |
|  | \| \| Pachyrhinosaurus lakustai \| \| \| \| \| \| Pachyrhinosaurus perotorum \| \| \| \| |
|  |                                                                                          |
|  | Pachyrhinosaurus lakustai                                                                |
|  |                                                                                          |
|  | Pachyrhinosaurus perotorum                                                               |
|  |                                                                                          |

|  | Pachyrhinosaurus lakustai  |
|  |                            |
|  | Pachyrhinosaurus perotorum |
|  |                            |

|  | Pachyrhinosaurus canadensis                                                              |
|  |                                                                                          |
|  | \| \| Pachyrhinosaurus lakustai \| \| \| \| \| \| Pachyrhinosaurus perotorum \| \| \| \| |
|  |                                                                                          |
|  | Pachyrhinosaurus lakustai                                                                |
|  |                                                                                          |
|  | Pachyrhinosaurus perotorum                                                               |
|  |                                                                                          |

|  | Pachyrhinosaurus lakustai  |
|  |                            |
|  | Pachyrhinosaurus perotorum |
|  |                            |

|  | Avaceratops lammersi (ANSP 15800) |
|  |                                   |
|  | MOR 692                           |
|  |                                   |
|  | CMN 8804                          |
|  |                                   |
|  | Nasutoceratops titusi             |
|  |                                   |
|  | Nuevo taxón de Malta              |
|  |                                   |

|  | Sinoceratops zhuchengensis |
|  |                            |
|  | Wendiceratops pinhornensis |
|  |                            |

|  | Rubeosaurus ovatus        |
|  |                           |
|  | Styracosaurus albertensis |
|  |                           |

|  | Coronosaurus brinkmani                                                         |
|  |                                                                                |
|  | \| \| Centrosaurus apertus \| \| \| \| \| \| Spinops sternbergorum \| \| \| \| |
|  |                                                                                |
|  | Centrosaurus apertus                                                           |
|  |                                                                                |
|  | Spinops sternbergorum                                                          |
|  |                                                                                |

|  | Centrosaurus apertus  |
|  |                       |
|  | Spinops sternbergorum |
|  |                       |

|  | Rubeosaurus ovatus        |
|  |                           |
|  | Styracosaurus albertensis |
|  |                           |

|  | Coronosaurus brinkmani                                                         |
|  |                                                                                |
|  | \| \| Centrosaurus apertus \| \| \| \| \| \| Spinops sternbergorum \| \| \| \| |
|  |                                                                                |
|  | Centrosaurus apertus                                                           |
|  |                                                                                |
|  | Spinops sternbergorum                                                          |
|  |                                                                                |

|  | Centrosaurus apertus  |
|  |                       |
|  | Spinops sternbergorum |
|  |                       |

|  | Pachyrhinosaurus canadensis                                                              |
|  |                                                                                          |
|  | \| \| Pachyrhinosaurus lakustai \| \| \| \| \| \| Pachyrhinosaurus perotorum \| \| \| \| |
|  |                                                                                          |
|  | Pachyrhinosaurus lakustai                                                                |
|  |                                                                                          |
|  | Pachyrhinosaurus perotorum                                                               |
|  |                                                                                          |

|  | Pachyrhinosaurus lakustai  |
|  |                            |
|  | Pachyrhinosaurus perotorum |
|  |                            |

|  | Pachyrhinosaurus canadensis                                                              |
|  |                                                                                          |
|  | \| \| Pachyrhinosaurus lakustai \| \| \| \| \| \| Pachyrhinosaurus perotorum \| \| \| \| |
|  |                                                                                          |
|  | Pachyrhinosaurus lakustai                                                                |
|  |                                                                                          |
|  | Pachyrhinosaurus perotorum                                                               |
|  |                                                                                          |

|  | Pachyrhinosaurus lakustai  |
|  |                            |
|  | Pachyrhinosaurus perotorum |
|  |                            |

|  | Pachyrhinosaurus canadensis                                                              |
|  |                                                                                          |
|  | \| \| Pachyrhinosaurus lakustai \| \| \| \| \| \| Pachyrhinosaurus perotorum \| \| \| \| |
|  |                                                                                          |
|  | Pachyrhinosaurus lakustai                                                                |
|  |                                                                                          |
|  | Pachyrhinosaurus perotorum                                                               |
|  |                                                                                          |

|  | Pachyrhinosaurus lakustai  |
|  |                            |
|  | Pachyrhinosaurus perotorum |
|  |                            |

|  | Pachyrhinosaurus canadensis                                                              |
|  |                                                                                          |
|  | \| \| Pachyrhinosaurus lakustai \| \| \| \| \| \| Pachyrhinosaurus perotorum \| \| \| \| |
|  |                                                                                          |
|  | Pachyrhinosaurus lakustai                                                                |
|  |                                                                                          |
|  | Pachyrhinosaurus perotorum                                                               |
|  |                                                                                          |

|  | Pachyrhinosaurus lakustai  |
|  |                            |
|  | Pachyrhinosaurus perotorum |
|  |                            |

|  | Rubeosaurus ovatus        |
|  |                           |
|  | Styracosaurus albertensis |
|  |                           |

|  | Coronosaurus brinkmani                                                         |
|  |                                                                                |
|  | \| \| Centrosaurus apertus \| \| \| \| \| \| Spinops sternbergorum \| \| \| \| |
|  |                                                                                |
|  | Centrosaurus apertus                                                           |
|  |                                                                                |
|  | Spinops sternbergorum                                                          |
|  |                                                                                |

|  | Centrosaurus apertus  |
|  |                       |
|  | Spinops sternbergorum |
|  |                       |

|  | Rubeosaurus ovatus        |
|  |                           |
|  | Styracosaurus albertensis |
|  |                           |

|  | Coronosaurus brinkmani                                                         |
|  |                                                                                |
|  | \| \| Centrosaurus apertus \| \| \| \| \| \| Spinops sternbergorum \| \| \| \| |
|  |                                                                                |
|  | Centrosaurus apertus                                                           |
|  |                                                                                |
|  | Spinops sternbergorum                                                          |
|  |                                                                                |

|  | Centrosaurus apertus  |
|  |                       |
|  | Spinops sternbergorum |
|  |                       |

|  | Pachyrhinosaurus canadensis                                                              |
|  |                                                                                          |
|  | \| \| Pachyrhinosaurus lakustai \| \| \| \| \| \| Pachyrhinosaurus perotorum \| \| \| \| |
|  |                                                                                          |
|  | Pachyrhinosaurus lakustai                                                                |
|  |                                                                                          |
|  | Pachyrhinosaurus perotorum                                                               |
|  |                                                                                          |

|  | Pachyrhinosaurus lakustai  |
|  |                            |
|  | Pachyrhinosaurus perotorum |
|  |                            |

|  | Pachyrhinosaurus canadensis                                                              |
|  |                                                                                          |
|  | \| \| Pachyrhinosaurus lakustai \| \| \| \| \| \| Pachyrhinosaurus perotorum \| \| \| \| |
|  |                                                                                          |
|  | Pachyrhinosaurus lakustai                                                                |
|  |                                                                                          |
|  | Pachyrhinosaurus perotorum                                                               |
|  |                                                                                          |

|  | Pachyrhinosaurus lakustai  |
|  |                            |
|  | Pachyrhinosaurus perotorum |
|  |                            |

|  | Pachyrhinosaurus canadensis                                                              |
|  |                                                                                          |
|  | \| \| Pachyrhinosaurus lakustai \| \| \| \| \| \| Pachyrhinosaurus perotorum \| \| \| \| |
|  |                                                                                          |
|  | Pachyrhinosaurus lakustai                                                                |
|  |                                                                                          |
|  | Pachyrhinosaurus perotorum                                                               |
|  |                                                                                          |

|  | Pachyrhinosaurus lakustai  |
|  |                            |
|  | Pachyrhinosaurus perotorum |
|  |                            |

|  | Pachyrhinosaurus canadensis                                                              |
|  |                                                                                          |
|  | \| \| Pachyrhinosaurus lakustai \| \| \| \| \| \| Pachyrhinosaurus perotorum \| \| \| \| |
|  |                                                                                          |
|  | Pachyrhinosaurus lakustai                                                                |
|  |                                                                                          |
|  | Pachyrhinosaurus perotorum                                                               |
|  |                                                                                          |

|  | Pachyrhinosaurus lakustai  |
|  |                            |
|  | Pachyrhinosaurus perotorum |
|  |                            |

|  | Sinoceratops zhuchengensis |
|  |                            |
|  | Wendiceratops pinhornensis |
|  |                            |

|  | Rubeosaurus ovatus        |
|  |                           |
|  | Styracosaurus albertensis |
|  |                           |

|  | Coronosaurus brinkmani                                                         |
|  |                                                                                |
|  | \| \| Centrosaurus apertus \| \| \| \| \| \| Spinops sternbergorum \| \| \| \| |
|  |                                                                                |
|  | Centrosaurus apertus                                                           |
|  |                                                                                |
|  | Spinops sternbergorum                                                          |
|  |                                                                                |

|  | Centrosaurus apertus  |
|  |                       |
|  | Spinops sternbergorum |
|  |                       |

|  | Rubeosaurus ovatus        |
|  |                           |
|  | Styracosaurus albertensis |
|  |                           |

|  | Coronosaurus brinkmani                                                         |
|  |                                                                                |
|  | \| \| Centrosaurus apertus \| \| \| \| \| \| Spinops sternbergorum \| \| \| \| |
|  |                                                                                |
|  | Centrosaurus apertus                                                           |
|  |                                                                                |
|  | Spinops sternbergorum                                                          |
|  |                                                                                |

|  | Centrosaurus apertus  |
|  |                       |
|  | Spinops sternbergorum |
|  |                       |

|  | Pachyrhinosaurus canadensis                                                              |
|  |                                                                                          |
|  | \| \| Pachyrhinosaurus lakustai \| \| \| \| \| \| Pachyrhinosaurus perotorum \| \| \| \| |
|  |                                                                                          |
|  | Pachyrhinosaurus lakustai                                                                |
|  |                                                                                          |
|  | Pachyrhinosaurus perotorum                                                               |
|  |                                                                                          |

|  | Pachyrhinosaurus lakustai  |
|  |                            |
|  | Pachyrhinosaurus perotorum |
|  |                            |

|  | Pachyrhinosaurus canadensis                                                              |
|  |                                                                                          |
|  | \| \| Pachyrhinosaurus lakustai \| \| \| \| \| \| Pachyrhinosaurus perotorum \| \| \| \| |
|  |                                                                                          |
|  | Pachyrhinosaurus lakustai                                                                |
|  |                                                                                          |
|  | Pachyrhinosaurus perotorum                                                               |
|  |                                                                                          |

|  | Pachyrhinosaurus lakustai  |
|  |                            |
|  | Pachyrhinosaurus perotorum |
|  |                            |

|  | Pachyrhinosaurus canadensis                                                              |
|  |                                                                                          |
|  | \| \| Pachyrhinosaurus lakustai \| \| \| \| \| \| Pachyrhinosaurus perotorum \| \| \| \| |
|  |                                                                                          |
|  | Pachyrhinosaurus lakustai                                                                |
|  |                                                                                          |
|  | Pachyrhinosaurus perotorum                                                               |
|  |                                                                                          |

|  | Pachyrhinosaurus lakustai  |
|  |                            |
|  | Pachyrhinosaurus perotorum |
|  |                            |

|  | Pachyrhinosaurus canadensis                                                              |
|  |                                                                                          |
|  | \| \| Pachyrhinosaurus lakustai \| \| \| \| \| \| Pachyrhinosaurus perotorum \| \| \| \| |
|  |                                                                                          |
|  | Pachyrhinosaurus lakustai                                                                |
|  |                                                                                          |
|  | Pachyrhinosaurus perotorum                                                               |
|  |                                                                                          |

|  | Pachyrhinosaurus lakustai  |
|  |                            |
|  | Pachyrhinosaurus perotorum |
|  |                            |

|  | Rubeosaurus ovatus        |
|  |                           |
|  | Styracosaurus albertensis |
|  |                           |

|  | Coronosaurus brinkmani                                                         |
|  |                                                                                |
|  | \| \| Centrosaurus apertus \| \| \| \| \| \| Spinops sternbergorum \| \| \| \| |
|  |                                                                                |
|  | Centrosaurus apertus                                                           |
|  |                                                                                |
|  | Spinops sternbergorum                                                          |
|  |                                                                                |

|  | Centrosaurus apertus  |
|  |                       |
|  | Spinops sternbergorum |
|  |                       |

|  | Rubeosaurus ovatus        |
|  |                           |
|  | Styracosaurus albertensis |
|  |                           |

|  | Coronosaurus brinkmani                                                         |
|  |                                                                                |
|  | \| \| Centrosaurus apertus \| \| \| \| \| \| Spinops sternbergorum \| \| \| \| |
|  |                                                                                |
|  | Centrosaurus apertus                                                           |
|  |                                                                                |
|  | Spinops sternbergorum                                                          |
|  |                                                                                |

|  | Centrosaurus apertus  |
|  |                       |
|  | Spinops sternbergorum |
|  |                       |

|  | Pachyrhinosaurus canadensis                                                              |
|  |                                                                                          |
|  | \| \| Pachyrhinosaurus lakustai \| \| \| \| \| \| Pachyrhinosaurus perotorum \| \| \| \| |
|  |                                                                                          |
|  | Pachyrhinosaurus lakustai                                                                |
|  |                                                                                          |
|  | Pachyrhinosaurus perotorum                                                               |
|  |                                                                                          |

|  | Pachyrhinosaurus lakustai  |
|  |                            |
|  | Pachyrhinosaurus perotorum |
|  |                            |

|  | Pachyrhinosaurus canadensis                                                              |
|  |                                                                                          |
|  | \| \| Pachyrhinosaurus lakustai \| \| \| \| \| \| Pachyrhinosaurus perotorum \| \| \| \| |
|  |                                                                                          |
|  | Pachyrhinosaurus lakustai                                                                |
|  |                                                                                          |
|  | Pachyrhinosaurus perotorum                                                               |
|  |                                                                                          |

|  | Pachyrhinosaurus lakustai  |
|  |                            |
|  | Pachyrhinosaurus perotorum |
|  |                            |

|  | Pachyrhinosaurus canadensis                                                              |
|  |                                                                                          |
|  | \| \| Pachyrhinosaurus lakustai \| \| \| \| \| \| Pachyrhinosaurus perotorum \| \| \| \| |
|  |                                                                                          |
|  | Pachyrhinosaurus lakustai                                                                |
|  |                                                                                          |
|  | Pachyrhinosaurus perotorum                                                               |
|  |                                                                                          |

|  | Pachyrhinosaurus lakustai  |
|  |                            |
|  | Pachyrhinosaurus perotorum |
|  |                            |

|  | Pachyrhinosaurus canadensis                                                              |
|  |                                                                                          |
|  | \| \| Pachyrhinosaurus lakustai \| \| \| \| \| \| Pachyrhinosaurus perotorum \| \| \| \| |
|  |                                                                                          |
|  | Pachyrhinosaurus lakustai                                                                |
|  |                                                                                          |
|  | Pachyrhinosaurus perotorum                                                               |
|  |                                                                                          |

|  | Pachyrhinosaurus lakustai  |
|  |                            |
|  | Pachyrhinosaurus perotorum |
|  |                            |

|  | Sinoceratops zhuchengensis |
|  |                            |
|  | Wendiceratops pinhornensis |
|  |                            |

|  | Rubeosaurus ovatus        |
|  |                           |
|  | Styracosaurus albertensis |
|  |                           |

|  | Coronosaurus brinkmani                                                         |
|  |                                                                                |
|  | \| \| Centrosaurus apertus \| \| \| \| \| \| Spinops sternbergorum \| \| \| \| |
|  |                                                                                |
|  | Centrosaurus apertus                                                           |
|  |                                                                                |
|  | Spinops sternbergorum                                                          |
|  |                                                                                |

|  | Centrosaurus apertus  |
|  |                       |
|  | Spinops sternbergorum |
|  |                       |

|  | Rubeosaurus ovatus        |
|  |                           |
|  | Styracosaurus albertensis |
|  |                           |

|  | Coronosaurus brinkmani                                                         |
|  |                                                                                |
|  | \| \| Centrosaurus apertus \| \| \| \| \| \| Spinops sternbergorum \| \| \| \| |
|  |                                                                                |
|  | Centrosaurus apertus                                                           |
|  |                                                                                |
|  | Spinops sternbergorum                                                          |
|  |                                                                                |

|  | Centrosaurus apertus  |
|  |                       |
|  | Spinops sternbergorum |
|  |                       |

|  | Pachyrhinosaurus canadensis                                                              |
|  |                                                                                          |
|  | \| \| Pachyrhinosaurus lakustai \| \| \| \| \| \| Pachyrhinosaurus perotorum \| \| \| \| |
|  |                                                                                          |
|  | Pachyrhinosaurus lakustai                                                                |
|  |                                                                                          |
|  | Pachyrhinosaurus perotorum                                                               |
|  |                                                                                          |

|  | Pachyrhinosaurus lakustai  |
|  |                            |
|  | Pachyrhinosaurus perotorum |
|  |                            |

|  | Pachyrhinosaurus canadensis                                                              |
|  |                                                                                          |
|  | \| \| Pachyrhinosaurus lakustai \| \| \| \| \| \| Pachyrhinosaurus perotorum \| \| \| \| |
|  |                                                                                          |
|  | Pachyrhinosaurus lakustai                                                                |
|  |                                                                                          |
|  | Pachyrhinosaurus perotorum                                                               |
|  |                                                                                          |

|  | Pachyrhinosaurus lakustai  |
|  |                            |
|  | Pachyrhinosaurus perotorum |
|  |                            |

|  | Pachyrhinosaurus canadensis                                                              |
|  |                                                                                          |
|  | \| \| Pachyrhinosaurus lakustai \| \| \| \| \| \| Pachyrhinosaurus perotorum \| \| \| \| |
|  |                                                                                          |
|  | Pachyrhinosaurus lakustai                                                                |
|  |                                                                                          |
|  | Pachyrhinosaurus perotorum                                                               |
|  |                                                                                          |

|  | Pachyrhinosaurus lakustai  |
|  |                            |
|  | Pachyrhinosaurus perotorum |
|  |                            |

|  | Pachyrhinosaurus canadensis                                                              |
|  |                                                                                          |
|  | \| \| Pachyrhinosaurus lakustai \| \| \| \| \| \| Pachyrhinosaurus perotorum \| \| \| \| |
|  |                                                                                          |
|  | Pachyrhinosaurus lakustai                                                                |
|  |                                                                                          |
|  | Pachyrhinosaurus perotorum                                                               |
|  |                                                                                          |

|  | Pachyrhinosaurus lakustai  |
|  |                            |
|  | Pachyrhinosaurus perotorum |
|  |                            |

|  | Rubeosaurus ovatus        |
|  |                           |
|  | Styracosaurus albertensis |
|  |                           |

|  | Coronosaurus brinkmani                                                         |
|  |                                                                                |
|  | \| \| Centrosaurus apertus \| \| \| \| \| \| Spinops sternbergorum \| \| \| \| |
|  |                                                                                |
|  | Centrosaurus apertus                                                           |
|  |                                                                                |
|  | Spinops sternbergorum                                                          |
|  |                                                                                |

|  | Centrosaurus apertus  |
|  |                       |
|  | Spinops sternbergorum |
|  |                       |

|  | Rubeosaurus ovatus        |
|  |                           |
|  | Styracosaurus albertensis |
|  |                           |

|  | Coronosaurus brinkmani                                                         |
|  |                                                                                |
|  | \| \| Centrosaurus apertus \| \| \| \| \| \| Spinops sternbergorum \| \| \| \| |
|  |                                                                                |
|  | Centrosaurus apertus                                                           |
|  |                                                                                |
|  | Spinops sternbergorum                                                          |
|  |                                                                                |

|  | Centrosaurus apertus  |
|  |                       |
|  | Spinops sternbergorum |
|  |                       |

|  | Pachyrhinosaurus canadensis                                                              |
|  |                                                                                          |
|  | \| \| Pachyrhinosaurus lakustai \| \| \| \| \| \| Pachyrhinosaurus perotorum \| \| \| \| |
|  |                                                                                          |
|  | Pachyrhinosaurus lakustai                                                                |
|  |                                                                                          |
|  | Pachyrhinosaurus perotorum                                                               |
|  |                                                                                          |

|  | Pachyrhinosaurus lakustai  |
|  |                            |
|  | Pachyrhinosaurus perotorum |
|  |                            |

|  | Pachyrhinosaurus canadensis                                                              |
|  |                                                                                          |
|  | \| \| Pachyrhinosaurus lakustai \| \| \| \| \| \| Pachyrhinosaurus perotorum \| \| \| \| |
|  |                                                                                          |
|  | Pachyrhinosaurus lakustai                                                                |
|  |                                                                                          |
|  | Pachyrhinosaurus perotorum                                                               |
|  |                                                                                          |

|  | Pachyrhinosaurus lakustai  |
|  |                            |
|  | Pachyrhinosaurus perotorum |
|  |                            |

|  | Pachyrhinosaurus canadensis                                                              |
|  |                                                                                          |
|  | \| \| Pachyrhinosaurus lakustai \| \| \| \| \| \| Pachyrhinosaurus perotorum \| \| \| \| |
|  |                                                                                          |
|  | Pachyrhinosaurus lakustai                                                                |
|  |                                                                                          |
|  | Pachyrhinosaurus perotorum                                                               |
|  |                                                                                          |

|  | Pachyrhinosaurus lakustai  |
|  |                            |
|  | Pachyrhinosaurus perotorum |
|  |                            |

|  | Pachyrhinosaurus canadensis                                                              |
|  |                                                                                          |
|  | \| \| Pachyrhinosaurus lakustai \| \| \| \| \| \| Pachyrhinosaurus perotorum \| \| \| \| |
|  |                                                                                          |
|  | Pachyrhinosaurus lakustai                                                                |
|  |                                                                                          |
|  | Pachyrhinosaurus perotorum                                                               |
|  |                                                                                          |

|  | Pachyrhinosaurus lakustai  |
|  |                            |
|  | Pachyrhinosaurus perotorum |
|  |                            |

|  | Sinoceratops zhuchengensis |
|  |                            |
|  | Wendiceratops pinhornensis |
|  |                            |

|  | Rubeosaurus ovatus        |
|  |                           |
|  | Styracosaurus albertensis |
|  |                           |

|  | Coronosaurus brinkmani                                                         |
|  |                                                                                |
|  | \| \| Centrosaurus apertus \| \| \| \| \| \| Spinops sternbergorum \| \| \| \| |
|  |                                                                                |
|  | Centrosaurus apertus                                                           |
|  |                                                                                |
|  | Spinops sternbergorum                                                          |
|  |                                                                                |

|  | Centrosaurus apertus  |
|  |                       |
|  | Spinops sternbergorum |
|  |                       |

|  | Rubeosaurus ovatus        |
|  |                           |
|  | Styracosaurus albertensis |
|  |                           |

|  | Coronosaurus brinkmani                                                         |
|  |                                                                                |
|  | \| \| Centrosaurus apertus \| \| \| \| \| \| Spinops sternbergorum \| \| \| \| |
|  |                                                                                |
|  | Centrosaurus apertus                                                           |
|  |                                                                                |
|  | Spinops sternbergorum                                                          |
|  |                                                                                |

|  | Centrosaurus apertus  |
|  |                       |
|  | Spinops sternbergorum |
|  |                       |

|  | Pachyrhinosaurus canadensis                                                              |
|  |                                                                                          |
|  | \| \| Pachyrhinosaurus lakustai \| \| \| \| \| \| Pachyrhinosaurus perotorum \| \| \| \| |
|  |                                                                                          |
|  | Pachyrhinosaurus lakustai                                                                |
|  |                                                                                          |
|  | Pachyrhinosaurus perotorum                                                               |
|  |                                                                                          |

|  | Pachyrhinosaurus lakustai  |
|  |                            |
|  | Pachyrhinosaurus perotorum |
|  |                            |

|  | Pachyrhinosaurus canadensis                                                              |
|  |                                                                                          |
|  | \| \| Pachyrhinosaurus lakustai \| \| \| \| \| \| Pachyrhinosaurus perotorum \| \| \| \| |
|  |                                                                                          |
|  | Pachyrhinosaurus lakustai                                                                |
|  |                                                                                          |
|  | Pachyrhinosaurus perotorum                                                               |
|  |                                                                                          |

|  | Pachyrhinosaurus lakustai  |
|  |                            |
|  | Pachyrhinosaurus perotorum |
|  |                            |

|  | Pachyrhinosaurus canadensis                                                              |
|  |                                                                                          |
|  | \| \| Pachyrhinosaurus lakustai \| \| \| \| \| \| Pachyrhinosaurus perotorum \| \| \| \| |
|  |                                                                                          |
|  | Pachyrhinosaurus lakustai                                                                |
|  |                                                                                          |
|  | Pachyrhinosaurus perotorum                                                               |
|  |                                                                                          |

|  | Pachyrhinosaurus lakustai  |
|  |                            |
|  | Pachyrhinosaurus perotorum |
|  |                            |

|  | Pachyrhinosaurus canadensis                                                              |
|  |                                                                                          |
|  | \| \| Pachyrhinosaurus lakustai \| \| \| \| \| \| Pachyrhinosaurus perotorum \| \| \| \| |
|  |                                                                                          |
|  | Pachyrhinosaurus lakustai                                                                |
|  |                                                                                          |
|  | Pachyrhinosaurus perotorum                                                               |
|  |                                                                                          |

|  | Pachyrhinosaurus lakustai  |
|  |                            |
|  | Pachyrhinosaurus perotorum |
|  |                            |

|  | Rubeosaurus ovatus        |
|  |                           |
|  | Styracosaurus albertensis |
|  |                           |

|  | Coronosaurus brinkmani                                                         |
|  |                                                                                |
|  | \| \| Centrosaurus apertus \| \| \| \| \| \| Spinops sternbergorum \| \| \| \| |
|  |                                                                                |
|  | Centrosaurus apertus                                                           |
|  |                                                                                |
|  | Spinops sternbergorum                                                          |
|  |                                                                                |

|  | Centrosaurus apertus  |
|  |                       |
|  | Spinops sternbergorum |
|  |                       |

|  | Rubeosaurus ovatus        |
|  |                           |
|  | Styracosaurus albertensis |
|  |                           |

|  | Coronosaurus brinkmani                                                         |
|  |                                                                                |
|  | \| \| Centrosaurus apertus \| \| \| \| \| \| Spinops sternbergorum \| \| \| \| |
|  |                                                                                |
|  | Centrosaurus apertus                                                           |
|  |                                                                                |
|  | Spinops sternbergorum                                                          |
|  |                                                                                |

|  | Centrosaurus apertus  |
|  |                       |
|  | Spinops sternbergorum |
|  |                       |

|  | Pachyrhinosaurus canadensis                                                              |
|  |                                                                                          |
|  | \| \| Pachyrhinosaurus lakustai \| \| \| \| \| \| Pachyrhinosaurus perotorum \| \| \| \| |
|  |                                                                                          |
|  | Pachyrhinosaurus lakustai                                                                |
|  |                                                                                          |
|  | Pachyrhinosaurus perotorum                                                               |
|  |                                                                                          |

|  | Pachyrhinosaurus lakustai  |
|  |                            |
|  | Pachyrhinosaurus perotorum |
|  |                            |

|  | Pachyrhinosaurus canadensis                                                              |
|  |                                                                                          |
|  | \| \| Pachyrhinosaurus lakustai \| \| \| \| \| \| Pachyrhinosaurus perotorum \| \| \| \| |
|  |                                                                                          |
|  | Pachyrhinosaurus lakustai                                                                |
|  |                                                                                          |
|  | Pachyrhinosaurus perotorum                                                               |
|  |                                                                                          |

|  | Pachyrhinosaurus lakustai  |
|  |                            |
|  | Pachyrhinosaurus perotorum |
|  |                            |

|  | Pachyrhinosaurus canadensis                                                              |
|  |                                                                                          |
|  | \| \| Pachyrhinosaurus lakustai \| \| \| \| \| \| Pachyrhinosaurus perotorum \| \| \| \| |
|  |                                                                                          |
|  | Pachyrhinosaurus lakustai                                                                |
|  |                                                                                          |
|  | Pachyrhinosaurus perotorum                                                               |
|  |                                                                                          |

|  | Pachyrhinosaurus lakustai  |
|  |                            |
|  | Pachyrhinosaurus perotorum |
|  |                            |

|  | Pachyrhinosaurus canadensis                                                              |
|  |                                                                                          |
|  | \| \| Pachyrhinosaurus lakustai \| \| \| \| \| \| Pachyrhinosaurus perotorum \| \| \| \| |
|  |                                                                                          |
|  | Pachyrhinosaurus lakustai                                                                |
|  |                                                                                          |
|  | Pachyrhinosaurus perotorum                                                               |
|  |                                                                                          |

|  | Pachyrhinosaurus lakustai  |
|  |                            |
|  | Pachyrhinosaurus perotorum |
|  |                            |

## Paleobiología

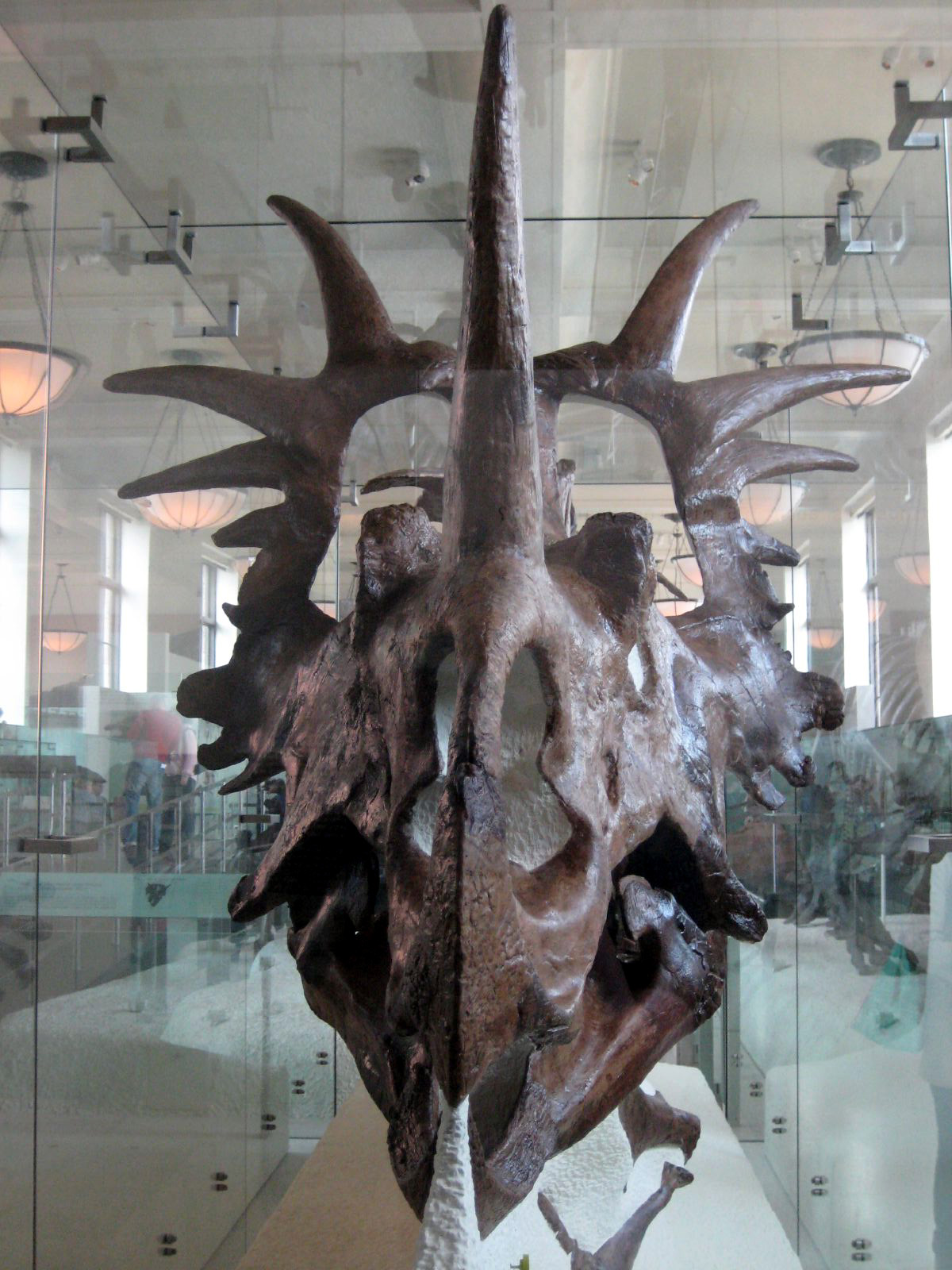
Cráneo de Styracosaurus.

Los estiracosaurios y otros dinosaurios con cuernos han sido descritos habitualmente como animales de manadas. Un lecho de huesos compuesto por restos de Styracosaurus es conocido de la Formación Dinosaur Park de Alberta,  a medio camino de la parte superior de la formación. Este lecho de huesos está asociado a varios tipos de depósitos fluviales. Aunque este artículo mencionó dos lechos de huesos, incluido BB 156, la revisión reciente de Ryan et al. solo se acepta BB 42. Estas muertes en masa pudieron haber sido también un resultado de reunir a animales solitarios alrededor de un hoyo de agua en un período de sequía, con evidencia que sugiere el ambiente pudo haber sido estacional y semiárido. Styracosaurus se conoce de una posición más alta en la formación, que se relaciona específicamente con su propio género, que el estrechamente vinculado Centrosaurus, sugiriendo que Styracosaurus fue desplazado por el Centrosaurus cuando el ambiente cambió en un cierto tiempo y/o dimensión.

### Orígenes y evolución
Los orígenes evolutivos de Styracosaurus no eran entendidos durante muchos años porque la evidencia fósil de ceratopsianos tempranos era escasa. El descubrimiento de Protoceratops, en 1922, trajo algo de luz al asunto, pero varias décadas pasaron antes de hallazgos adicionales completaran los espacios en blanco. Descubrimientos nuevos a finales de la década de 1990 y 2000, incluyendo a Zuniceratops, el ceratopsiano conocido más temprano con cuernos en la frente, y Yinlong, el primer ceratopsiano conocido del Jurásico, indica lo que los antepasados de Styracosaurus pueden habérsele parecido. Estos nuevos descubrimientos han sido importantes en el esclarecimiento de los orígenes de los dinosaurios con cuernos en general y sugieren que el grupo originó durante el Jurásico de Asia, con la aparición de los ceratopsianos con cuernos verdaderos a principios de finales del Cretácico en Norteamérica.

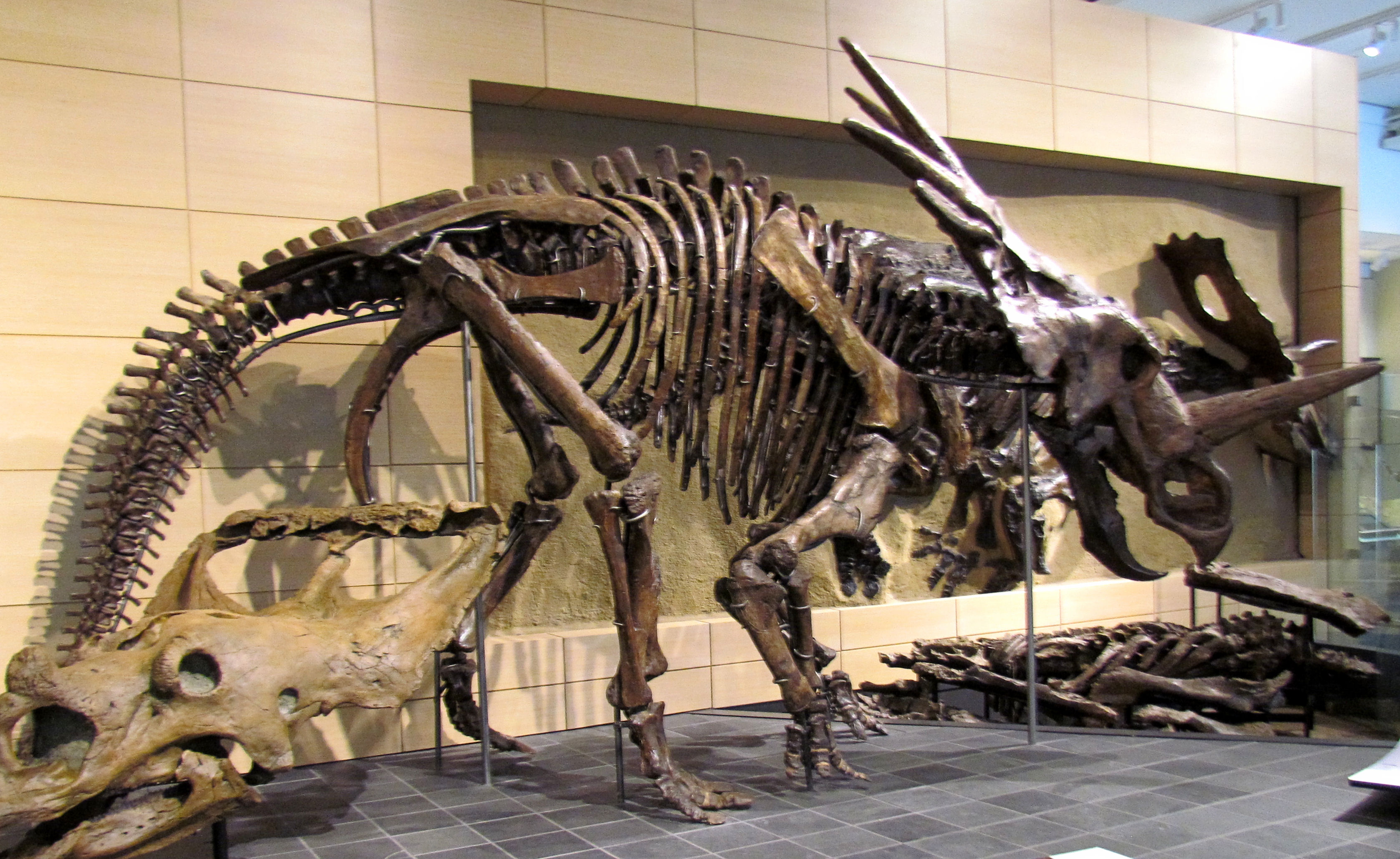
Esqueleto en el Museo Canadiense de la Naturaleza.

Goodwin y sus colegas propusieron en 1992 que Styracosaurus era parte del linaje que condujo a Einiosaurus, Achelousaurus y Pachyrhinosaurus. Esto se basó en una serie de cráneos fósiles de la Formación Dos Medicinas de Montana. La posición de Styracosaurus en este linaje ahora es equívoca, ya que los restos que se creía que representaban a Styracosaurus se han transferido al género Rubeosaurus.
Styracosaurus se conoce desde una posición más alta en la formación, relacionada específicamente con su propio género, que el Centrosaurus estrechamente relacionado, lo que sugiere que Styracosaurus desplazó a Centrosaurus a medida que el entorno cambiaba con el tiempo y el ambiente. Se ha sugerido que Styracosaurus albertensis es un descendiente directo de Centrosaurus, C. apertus o C. nasicornis, y que a su vez evolucionó directamente a la especie ligeramente posterior Rubeosaurus ovatus. Se pueden rastrear cambios sutiles en la disposición de los cuernos a través de este linaje, desde Rubeosaurus a Einiosaurus , a Achelousaurus y Pachyrhinosaurus . Sin embargo, el linaje puede no ser una línea recta simple, ya que se ha informado de una especie parecida a un Pachyrhinosaurus del mismo tiempo y lugar que Styracosaurus albertensis. En 2020, durante la descripción de Stellasaurus , Wilson et al. encontró Styracosaurus, incluido S. ovatus, como el miembro más antiguo de un solo linaje evolutivo que finalmente se convirtió en Stellasaurus, Achelousaurus y Pachyrhinosaurus.

### Dentición y dieta
Los Styracosaurus fueron dinosaurios herbívoros, que se alimentaban probablemente de la vegetación baja debido a la posición de la cabeza. Pudieron, sin embargo, haber podido derribado plantas más altas con sus cuernos, pico, y cuerpo robusto. Las quijadas terminaban con un pico profundo, estrecho, que se cree que habría sido mejor para arrnacar y deshojar que para morder.
Los dientes de los ceratópsidos, incluidos los de los estiracosaurios, se disponían en lo que se han llamado baterías dentales. Los dientes más viejos en la parte superior fueron substituidos continuamente por los dientes por debajo ellos. A diferencia de los hadrosáurido s, que también tenía baterías dentales, los dientes del ceratópsido rebanaban pero no molían. Algunos investigadores han sugerido que los estiracosaurios comían palmas y cycas, mientras que otros proponen que se alimentaban de  helechos. Dodson ha propuesto que los ceratopsianos de finales del Cretácico pudieron haber derribado árboles de angiospermas y entonces comido de las hojas y de las ramas.

### Cuernos y gola nucal

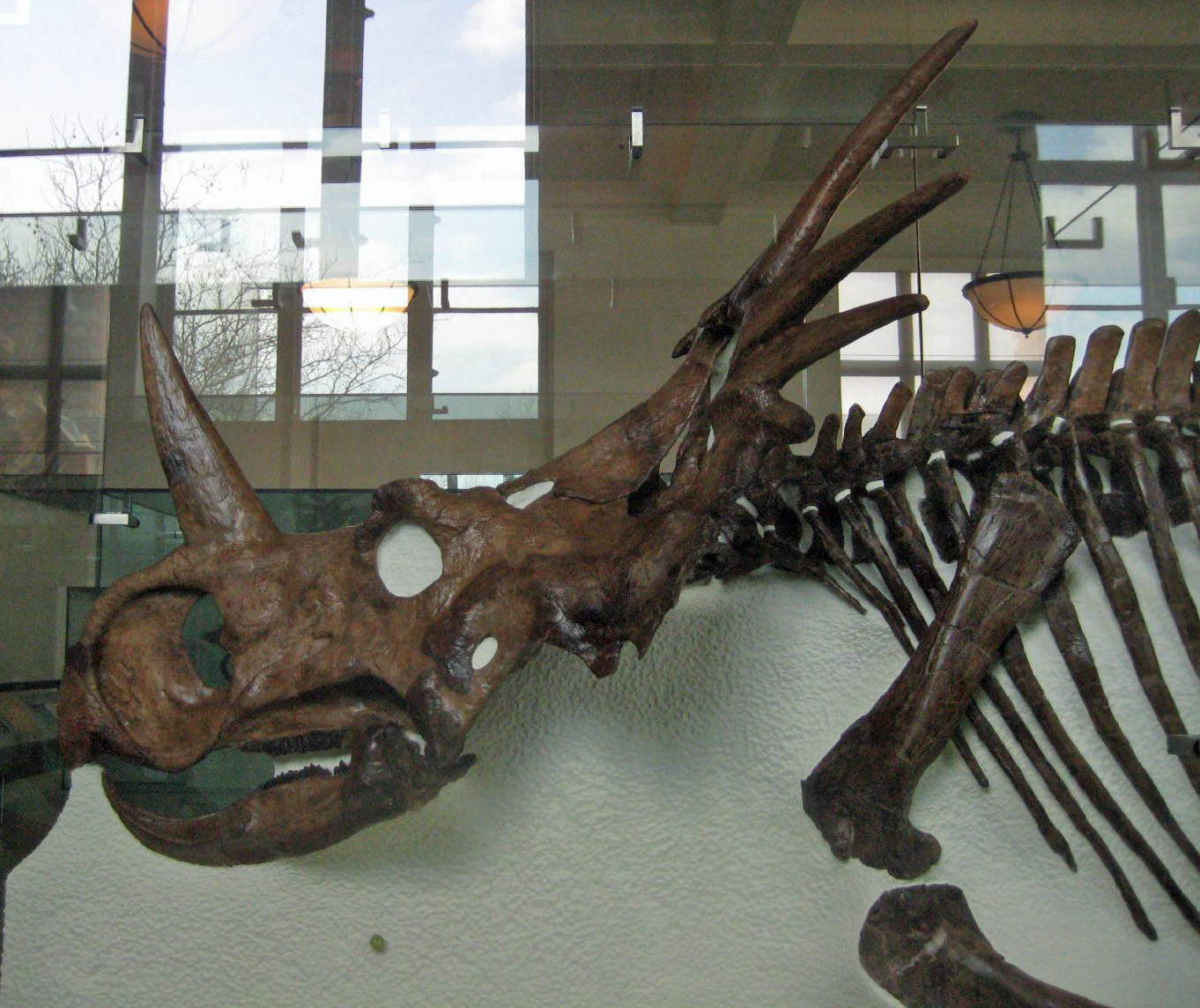
Vista del cráneo de un ejemplar conservado en el American Museum of Natural History.

El largo cuerno nasal y la gola nucal de los estiracosaurios son el más distintivo adorno facial de todos los dinosaurios. Su función ha sido objeto de debate desde que el primer dinosaurio con cuerno ha sido encontrado. A principios del siglo XX R. S. Lull propuso que las golas nucales de los ceratópsidos servián de anclaje a los poderosos músculos de las mandíbulas. Posteriormente, noto que los estiracosaurios, las espinas le habrían dado una apariencia espectacular. En 1996, Dodson apoyó la idea en parte sobre la inserciones musculares y creó los diagramas detallados de las inserciones musculares posibles en las golas nucales de Styracosaurus y Chasmosaurus, pero no suscribió a la idea que completaron totalmente las ventanas. C.A. Forster, sin embargo no encontró evidencia de grandes inserciones musculares en los huesos de la gola nucal.
Sin embargo, un estudio más reciente comparó las tasas de incidencia de lesiones craneales en Triceratops y Centrosaurus y mostró que estas eran consistentes con Triceratops usando sus cuernos en combate y adaptando el volante como una estructura protectora, mientras que las tasas de patología más bajas en Centrosaurus pueden indicar visual en lugar de físico uso de ornamentación craneal o una forma de combate centrada en el cuerpo en lugar de la cabeza. Como Centrosaurus estaba más estrechamente relacionado con Styracosaurus y ambos géneros tenían cuernos nasales largos, los resultados para este género serían más aplicables para Styracosaurus. Los investigadores también concluyeron que el daño encontrado en las muestras en el estudio a menudo estaba demasiado localizado para ser causado por una enfermedad ósea.
Por mucho tiempo se creyó que los estiracosaurios y otros dinosaurios con cuernos usaban sus golas nucales y cuernos en defensa contra los grandes dinosaurios cazadores de tiempo. Aunque marcados hoyos, agujeros, lesiones, y todo tipo de daño en los cráneos ceratópsidos se atribuyeron a menudo al daño en combate, un estudio 2006 no encontró ninguna evidencia de lesiones en el cuerno que causaran estas formas de daño, por ejemplo, no hay evidencia de la infección o cura. En lugar, la resorción  del hueso no patológico o las enfermedades desconocidas del hueso, se sugiere como causas.
La gran gola nucal vista en los estiracosaurios y sus parientes tal vez haya ayudado a incrementar el área corporal ayudando a la termorregulación, lcomo las orejas de los modernos elefantes. Una teoría similar ha intentado explicar las placas de Stegosaurus, aunque esto no ayuda a explicar los complicados arreglos en las golas nucales de los Ceratopsidae. Esta diversidad de formas y arreglos hace pensar que la principal función era la exhibición y reconocimiento entre especies.
La teoría de que la gola nucal sea usada en la exhibición durante el cortejo fue propuesta en 1961 por Davitashvili. Esta teoría ha ganado muchos adeptos con el correr de los años. Evidencia de que la representación visual era importante, en el cortejo o en otro comportamiento social, puede ser visto en el hecho de que los dinosaurios con cuernos se diferenciaban marcadamente en sus adornos, haciendo a cada especie altamente distintiva. También, las criaturas vivas modernas con tales exhibiciones de cuernos y adornos los utilizan en un comportamiento similar. Se ha cuestionado el uso de estructuras exageradas en los dinosaurios como identificación de especies, ya que tal función no existe en la gran mayoría de las especies modernas de tetrápodos, vertebrados terrestres.
Un cráneo descubierto en 2015 de un Styracosaurus indica que la variación individual probablemente era un lugar común en el género. La naturaleza asimétrica de los cuernos del espécimen se ha comparado con la de los ciervos, que a menudo tienen astas asimétricas en varios individuos. El estudio realizado también puede indicar que el género Rubeosaurus puede ser sinónimo de Styracosaurus como resultado.

## Paleoecología
Styracosaurus se conoce de la Formación Dinosaur Park y era miembro de una fauna diversa y bien documentada de animales prehistóricos que incluía parientes con cuernos como Centrosaurus y Chasmosaurus , dinosaurio de picos de pato como Prosaurolophus, Lambeosaurus, Gryposaurus , Corythosaurus y Parasaurolophus, tiranosáuridos Gorgosaurus , Daspletosaurus y los dinosaurios acorazados Edmontonia y Euoplocephalus.
La Formación Dinosaur Park se interpreta como un entorno de bajo relieve de ríos y llanuras aluviales que se volvieron más pantanosos e influenciados por las condiciones marinas con el tiempo a medida que la vía marítima interior occidental transgredía hacia el oeste.  El clima era más cálido que el actual Alberta, sin heladas, pero con estaciones más húmedas y secas. Aparentemente, las coníferas eran las plantas dominantes del dosel, con un sotobosque de helechos, helechos arborescentes y angiospermas.

## En la cultura popular
Debido a la gola nucal y los cuernos distintivos de Styracosaurus las figuras de estos animales son fácilmente reconocibles. Las espinas, los ganchos, y los cuernos de la cabeza de este dinosaurio encendieron la imaginación de cineastas durante los primeros días del cine, y ésta ha llevado a su aparición desde hace mucho tiempo. Una notable aparición en el El hijo de Kong (1933), donde un  Styracosaurus combatía con los héroes de la película; En el filme El Valle de Gwangi (1969), un Styracosaurus pelea contra un dinosaurio carnívoro. En La tierra que el tiempo olvidó (1975) donde dos animales son descascados por un U-boat alemán y en la película de CGI de Disney Dinosaurio (2000), donde un antropomórfico Styracosaurus llamado Eema tiene de mascota a un  Ankylosaurus. El género aparece en la novela Parque jurásico, en una lista de dinosaurios presentes en el parque, pero no aparece en la película.
En la televisión, Styracosaurus aparece en muchos dibujos animados, animes, y tokusatsus, en la serie japonesa Bakuryū Sentai Abaranger, se presenta el power-up de Ryoga, conocido como Abare Max, acompañado de su Bakuryuu, Styracosaurus (En su adaptación estadounidense, Power Rangers Dino Thunder, este poder corresponde al Triassic Ranger y su zord asociado, el Styracozord.), Dino-Riders, Dinoplativolos, Dinosaur King y Zoids. Styracosaurus también aparece en varios videojuegos, por ejemplo en la franquicias de Jurassic Park, Turok, Zoo Tycoon, y Banjo-Tooie.